# Calau
Calau (ältere Schreibweise: Kalau), niedersorbisch Kalawa, ist eine Kleinstadt im Landkreis Oberspreewald-Lausitz im Süden des Landes Brandenburg. Sie liegt südlich des Spreewaldes und wird als Heimat der Kalauer bezeichnet.
Die Stadt zählt gemäß Landtagsbeschluss von 2016 zum angestammten Siedlungsgebiet der Sorben/Wenden in Brandenburg.

## Geografie

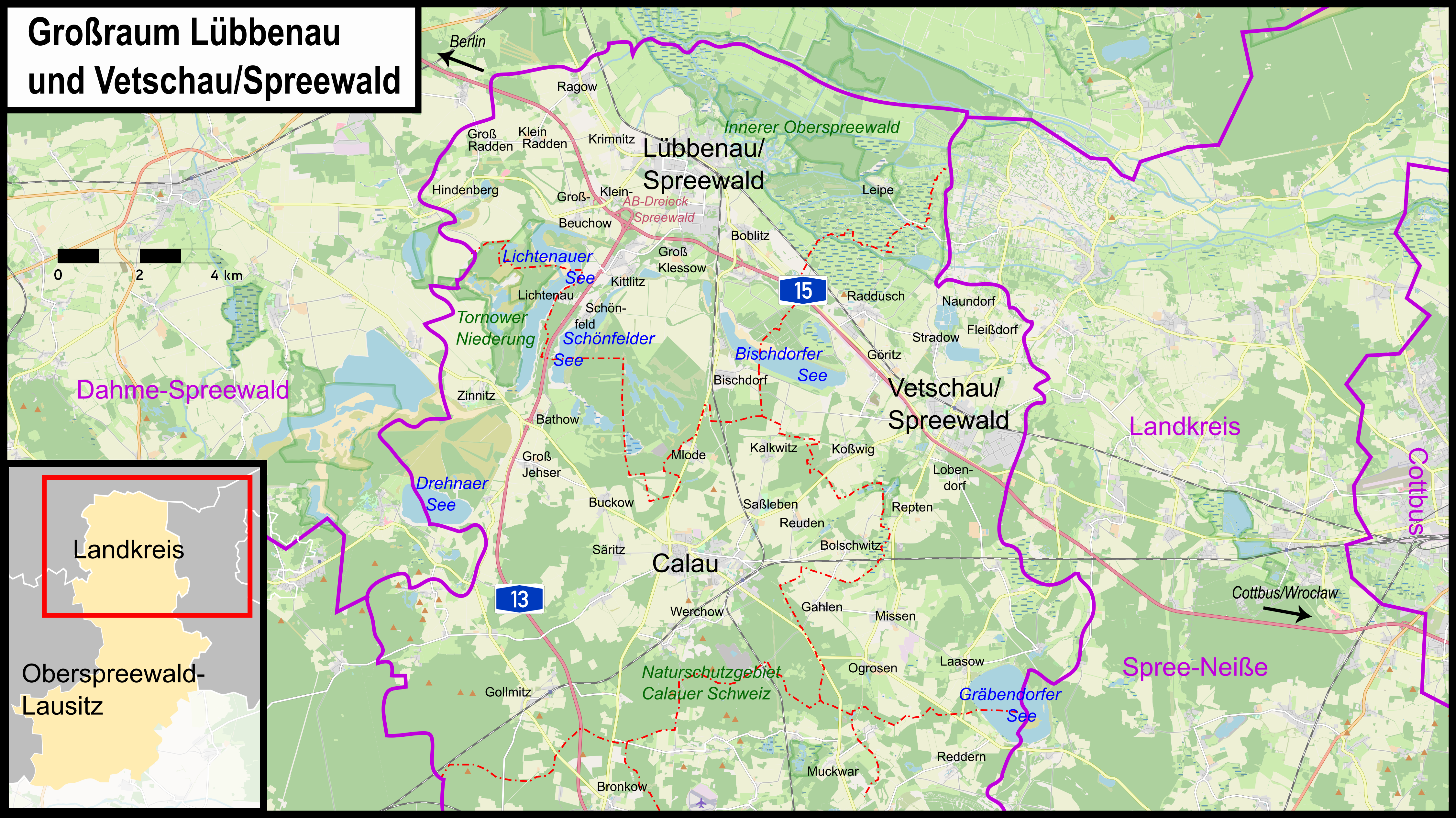
Karte von Calau und Umgebung

Calau liegt in der Niederlausitz, ungefähr 25 Kilometer westlich von Cottbus, am östlichen Rand des Naturparks Niederlausitzer Landrücken, sowie am südlichen Rand des Spreewaldes. Das Stadtgebiet grenzt im Norden an Lübbenau, im Osten an Vetschau, im Süden an Luckaitztal und Bronkow, im Südwesten an Massen-Niederlausitz im Landkreis Elbe-Elster und im Westen an Luckau im Landkreis Dahme-Spreewald. Die Gemarkung ist 14,94 km² groß. Die höchsten Erhebungen sind der Kesselberg mit 161 m ü. NHN und der zehn Meter niedrigere Kuhringsberg.
Unmittelbar südlich von Calau liegt die Calauer Schweiz. Im nordwestlich angrenzenden Naturpark Niederlausitzer Landrücken, der zum Teil nach der Rekultivierung eines Braunkohletagebaus entstand, werden viele Bereiche der Natur überlassen. Die Heinz-Sielmann-Stiftung hat zahlreiche Flächen übernommen, andere werden durch die Landesforstverwaltung naturnah und schonend bewirtschaftet. Westlich von Calau an der Stadtgrenze mit Luckau liegt der Drehnaer See, nördlich von Zinnitz liegt der Lichtenauer See.

## Stadtgliederung
Zur Stadt Calau gehören folgende Ortsteile, bewohnte Gemeindeteile und Wohnplätze (sorbische Bezeichnungen und Einwohnerzahlen in Klammern; Stand der Einwohnerzahlen ist der Zensus 2022 mit Stichtag 15. Mai 2022):
- Bolschwitz (Bólašojce; 96) mit dem Gemeindeteil Erlenau (Wólšyna; 32)
- Buckow (Bukow; 159) mit dem Wohnplatz Altemühle (Stary Młyn)
- Craupe (Kšupow; 61) mit den Gemeindeteilen Radensdorf (Radowańk; 34) und Schrakau (Žrakow; 39)
- Gollmitz (Chańc; 149) mit dem Gemeindeteil Settinchen (Žytym; 34) und dem Wohnplatz Gollmitzer Ausbau (Chańcańske Wutwaŕki)
- Groß Jehser (Jazory; 117) mit den Gemeindeteilen Erpitz (Śerpšow; 15) und Mallenchen (Jazorce; 91)
- Groß Mehßow (Změšow; 105) mit dem Gemeindeteil Klein Mehßow (Změšowk; 67) und dem Wohnplatz Großmühle (Wjeliki Młyn)
- Kemmen (Kamjeny; 70) mit den Gemeindeteilen Säritz (Zarěc; 102) und Schadewitz (Škódow; 21)
- Mlode (Młoźe; 116) mit dem Gemeindeteil Rochusthal (Rochusowy Doł; 4)
- Saßleben (Zasłomjeń; 198) mit den Gemeindeteilen Kalkwitz (Kałkojce; 86) und Reuden (Rudna; 102) und dem Wohnplatz Alte Schäferei (Stara Šapaŕnja)
- Werchow (Wjerchownja; 428) mit den Gemeindeteilen Cabel (Kobłej; 86) und Plieskendorf (Wjelchna; 88) und den Wohnplätzen Alte Ziegelei (Stara Cyglownja), Lindenhof (Lipowy Dwór), Stegschänke (Pśidrozna Kjarcma) und Vollsacksmühle (Vollsackowy Młyn)
- Zinnitz (Synjeńce; 201) mit dem Gemeindeteil Bathow (Batowk; 63)

Zum ortsteilfreien Kerngebiet von Calau gehören die Wohnplätze Altnau (Hołtna) und Friedrichsfeld (Frycowe Pólo). Ein abgegangener Wohnplatz ist die Kleine Mühle auf der Gemarkung von Groß Mehßow.

## Geschichte

### Ersterwähnung und Mittelalter

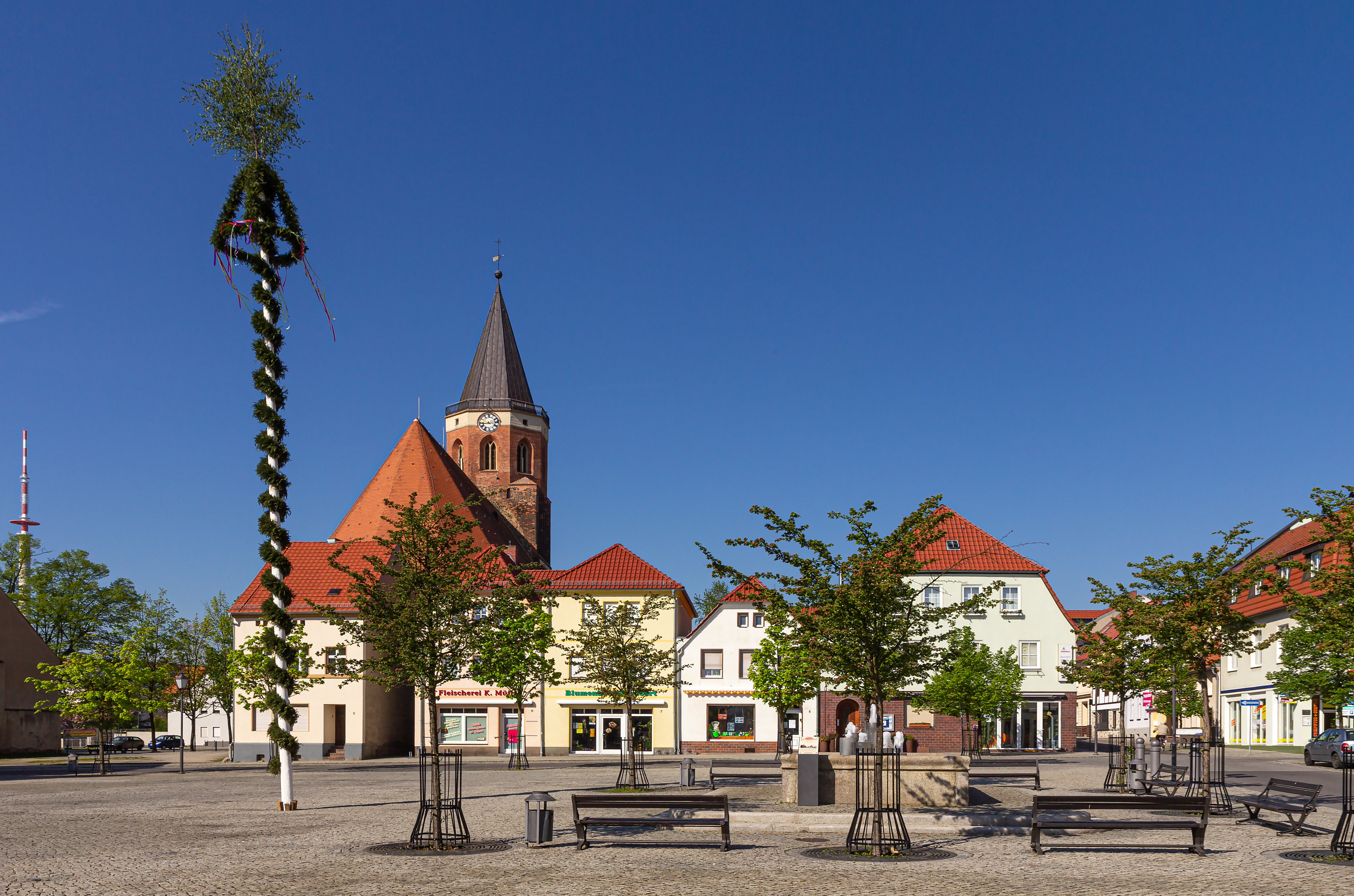
Marktplatz im Stadtzentrum

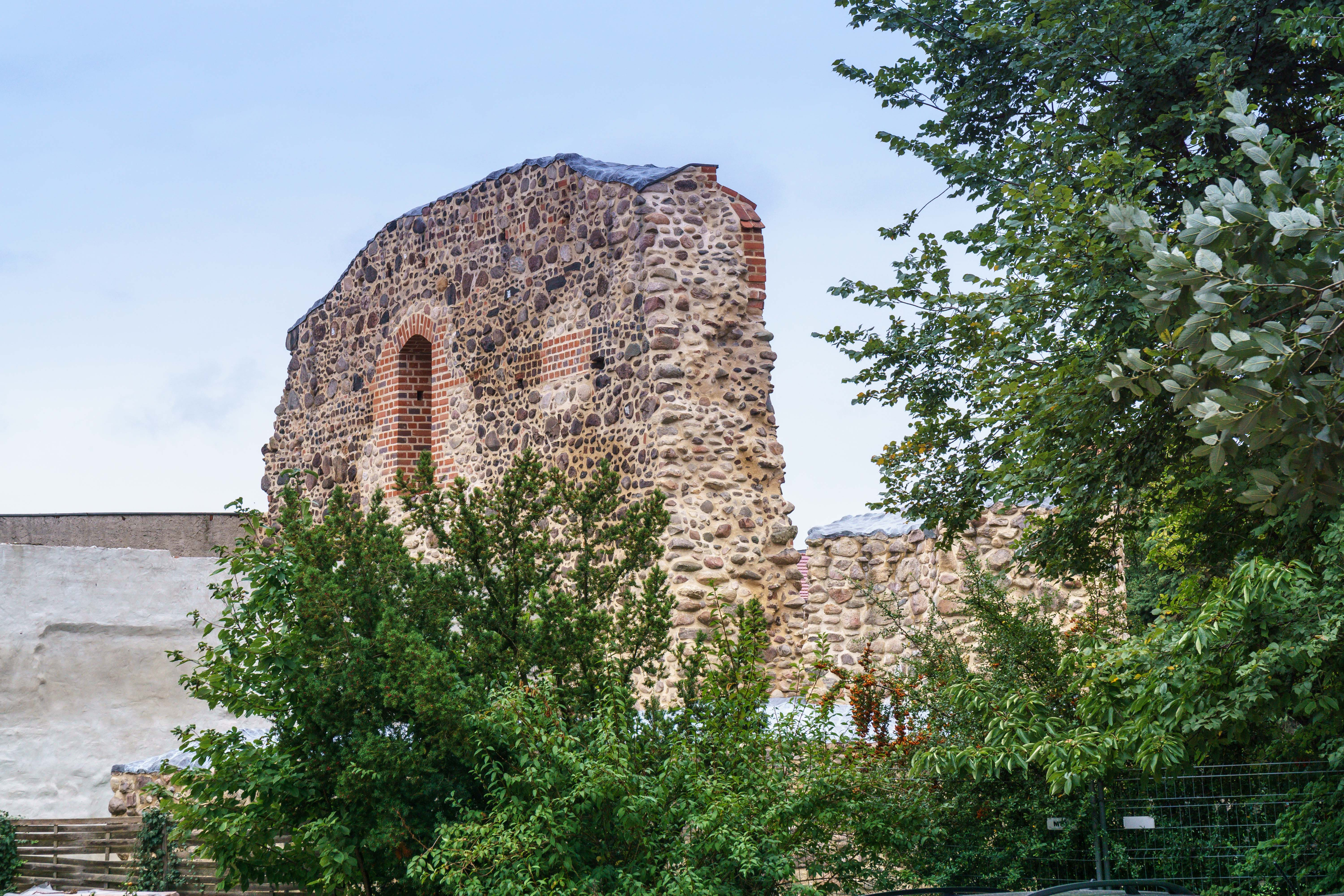
Ruine der Dunkelsburg Calau

Das Gebiet der Lusitzi wurde um 963 von dem Markgrafen Gero unterworfen und um 970 dem Bistum Meißen unterstellt. Zu dieser Zeit war vermutlich bereits die Burg vorhanden, deren Reste bis heute erhalten sind. Erstmals urkundlich erwähnt wurde Calau am 6. Oktober 1279 mit dem Namen Calowe in einem Dokument Heinrich des Erlauchten. Der Ortsname stammt aus der sorbischen Sprache und bezeichnet eine Siedlung an einer „sumpfigen, morastigen Stelle“.
Von 1319 bis 1368 befand Calau sich im Besitz derer von Ileburg und gelangte von 1370 bis 1635 in den Besitz der Habsburger. Im 13. Jahrhundert entstand der Vorgängerbau der Stadtkirche. Im 15. Jahrhundert bauten Handwerker – von der Herrenheide ausgehend – eine Wasserleitung aus Holzrohren, um die Stadt mit Trinkwasser zu versorgen. Das Wasser gelangte in acht Röhrkasten, von denen im 21. Jahrhundert noch zwei erhalten geblieben sind. Einer davon dient am Rathaus als Springbrunnen. Im 15. und 16. Jahrhundert wurden mehrfach Niederlausitzer Landtage in Calau abgehalten. Zwei Stadtbrände in den Jahren 1565 und 1573 führten zu großen Zerstörungen. Die inzwischen leerstehende Burg diente ab 1576 als Steinbruch für den Wiederaufbau der Stadt. Eine weitere Zerstörung erfolgte im Dreißigjährigen Krieg durch die Truppen Wallensteins. In den Jahren 1635 und 1658 brannte die Stadt erneut und wieder fiel auch das Rathaus den Flammen zum Opfer. Weitere Großbrände ereigneten sich in den Jahren 1664 und 1665. Das Rathaus wurde erst 1681 aufgebaut.

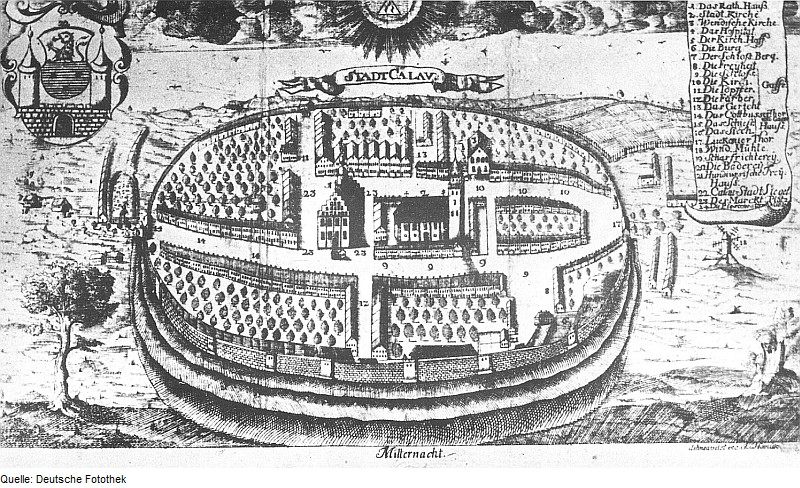
Stadtplan von Calau aus dem Jahr 1758

Nach Daten der Gesellschaft für Leprakunde existierte in Calau ein mittelalterliches Leprosorium, das sich „vor dem Cottbusser Tor“ befand. Es wurde als Siechenhaus bezeichnet und war der Heiligen Katharina geweiht. 1627 wurde es zerstört und 1649 wieder aufgebaut, ein Jahr der Ersterwähnung ist nicht bekannt. Nach dem Prager Frieden von 1635 kam die Stadt Calau zum Kurfürstentum Sachsen. Im Jahr 1755 verzeichnete man in Calau und der angrenzenden Siedlung Altnau 1132 Einwohner. Im ausgehenden 18. und beginnenden 19. Jahrhundert waren die Bierbrauerei und die Branntweinbrennerei die Haupterwerbszweige der Einwohner Calaus. Das Kurfürstentum wurde 1806 zum Königreich Sachsen erhoben.

### Calau als preußische Stadt
Während der Koalitionskriege belasten die Kontribution sowie die Einquartierung französischer Truppen die Stadt schwer. Napoleon Bonaparte kam auf seinem Weg nach Sachsen am 21. Juli 1813 durch Calau und legte eine Rast am Cottbuser Tor ein. Nach den Beschlüssen des Wiener Kongresses im Jahr 1815 wurde die Niederlausitz preußisch. Bei der im folgenden Jahr durchgeführten Verwaltungsreform wurde Calau zur Kreisstadt des neuen Kreises Calau in der Provinz Brandenburg, der durch die Vergrößerung des bisherigen Calauischen Kreises entstand. Für das Jahr 1844 werden 2255 Einwohner in der Stadt verzeichnet. In diese Zeit fiel auch das Wirken des Politikers und Apothekers Carl Anwandter, der seit 1848 Mitglied der Preußischen Nationalversammlung war und ein Jahr später zum Bürgermeister der Stadt gewählt wurde. Er wanderte 1850 nach Chile aus und gründete dort die Kolonie Valdivia.
Im Mai 1848 erschien die erste Ausgabe der Satirezeitschrift Kladderadatsch, die aufgrund ihrer Rubrik „Aus Kalau wird berichtet…“ wegweisend für den Kalauer werden sollte. Am 18. Oktober 1870 wurde die Freiwillige Feuerwehr in Calau offiziell gegründet, bereits zuvor gab es einen organisierten Löschdienst in der Stadt. Das Calauer Rathaus wurde 1879 durch einen Neubau ersetzt. Im Zuge der ersten Industriellen Revolution entstand in Calau 1892 eine Schuhfabrik von Robert Schlesier. Dort wurde zunächst nur auf mechanischem Wege Schuhwerk produziert. Dies änderte sich jedoch mit dem Bau eines Elektrizitätswerks, das ab 21. Januar 1897 erstmals Strom für die Straßenbeleuchtung Calaus lieferte. Zwischen 1901 und 1903 wurde das Kreishaus als Verwaltungsgebäude für den Kreis Calau neu gebaut. Am 22. Oktober 1908 wurde ein neues Schulgebäude eingeweiht. Im Jahr 1925 entstand das Finanzamt, dessen Gebäude heute als Polizeistation genutzt wird. Die katholische Kirchengemeinde wurde 1930 gegründet, sechs Jahre später bezog sie ein Pfarrhaus.
Bei Kampfhandlungen gegen Ende des Zweiten Weltkrieges am 19. und 20. April 1945 starben 130 Calauer Bürger, teilweise durch Freitod, Erschießung oder bei Kampfhandlungen. Insgesamt 108 Gebäude wurden vollständig zerstört und 38 beschädigt; es kam zu Plünderungen und Brandschatzungen durch die Rote Armee. Unter anderem wurde das Kreishaus durch einen Brand zerstört, auch die Stadtkirche brannte vollständig aus.

### Zeit der Deutschen Teilung

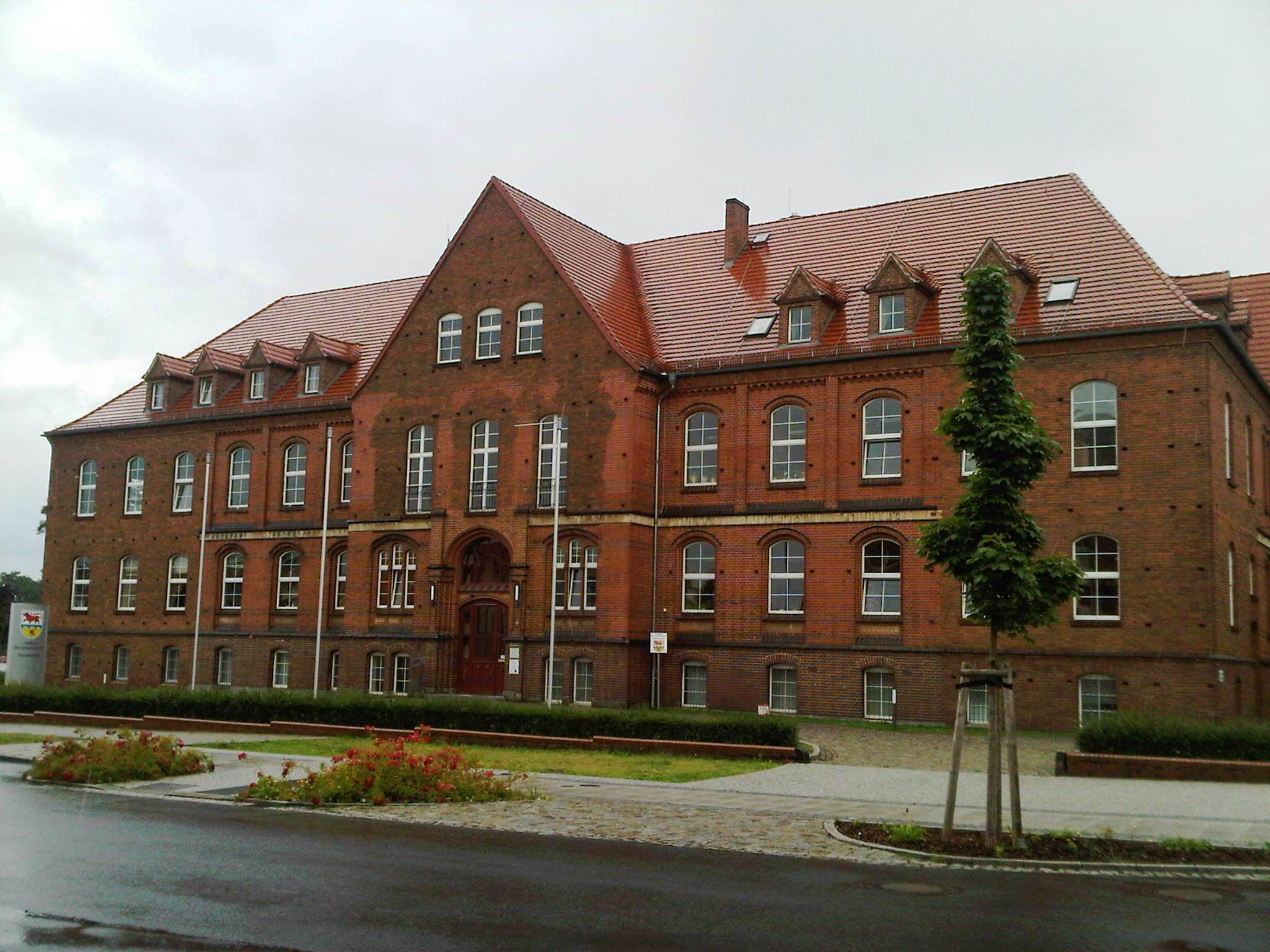
Das rekonstruierte Calauer Kreishaus

Nach dem Ende des Krieges gehörte Calau zur Sowjetischen Besatzungszone und dort zum Land Brandenburg. Im Jahr 1948 zählte die Stadt 5320 Einwohner, etwas mehr als ein Viertel davon waren Umsiedler aus den ehemaligen Ostgebieten des Deutschen Reiches. Am 7. Oktober 1949 erfolgte auf dem Boden der SBZ die Gründung der DDR. Nach der weitgehenden Zerstörung des Kreishauses im Krieg hatte Calau den Status als Verwaltungssitz des Landkreises Calau zwischenzeitlich an die Stadt Senftenberg verloren, am 1. Juli 1950 wurde der Kreis in Landkreis Senftenberg umbenannt. Im Zuge der Verwaltungsreform von 1952 wurde der neue Kreis Calau im Bezirk Cottbus gebildet. Dieser umfasste 81 Gemeinden, einschließlich der Städte Vetschau und Lübbenau. Das Kreishaus wurde in der Zwischenzeit wieder aufgebaut.

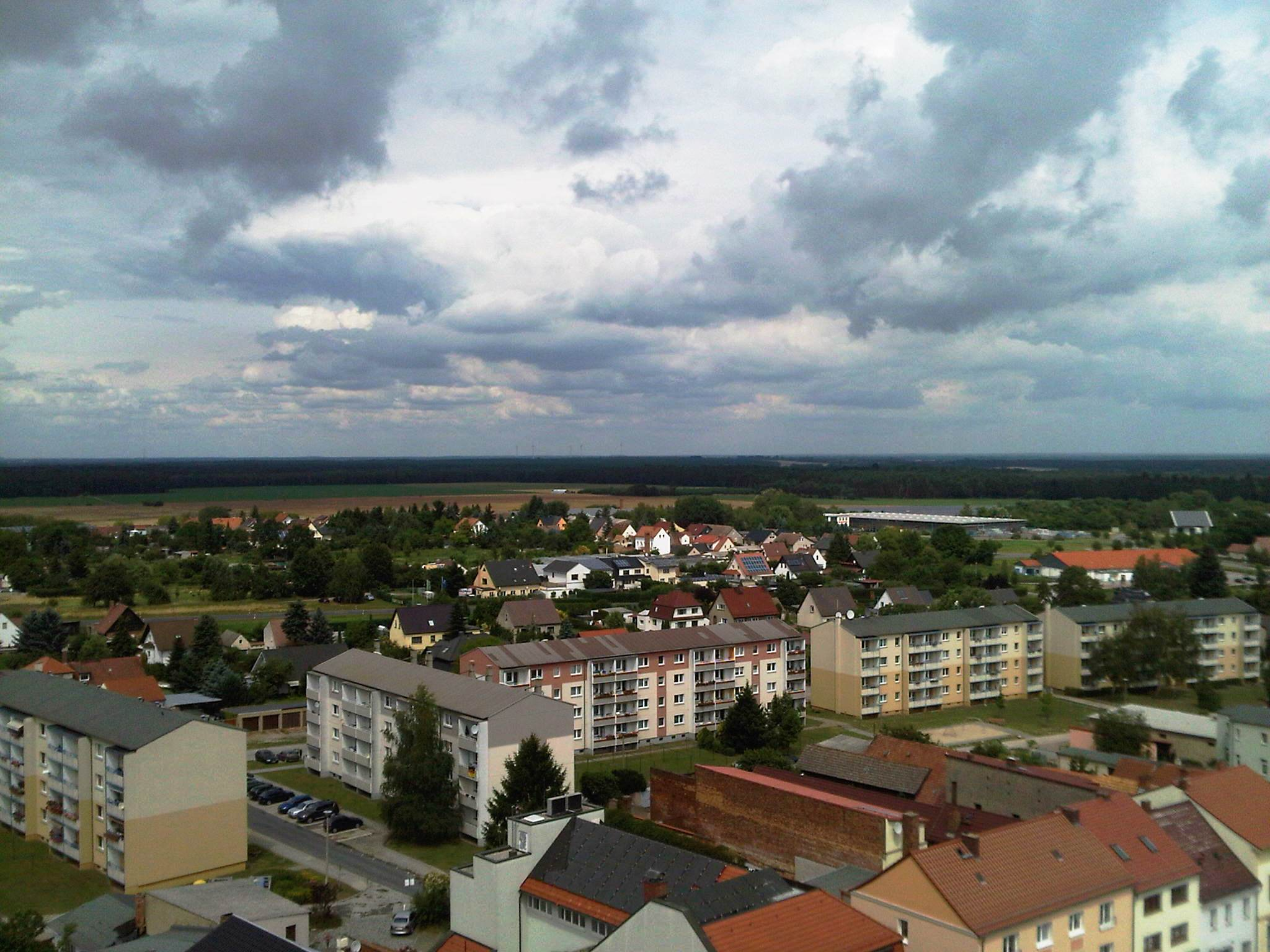
Blick vom Turm der Stadtkirche auf das neue Baugebiet „Sonnenseite“

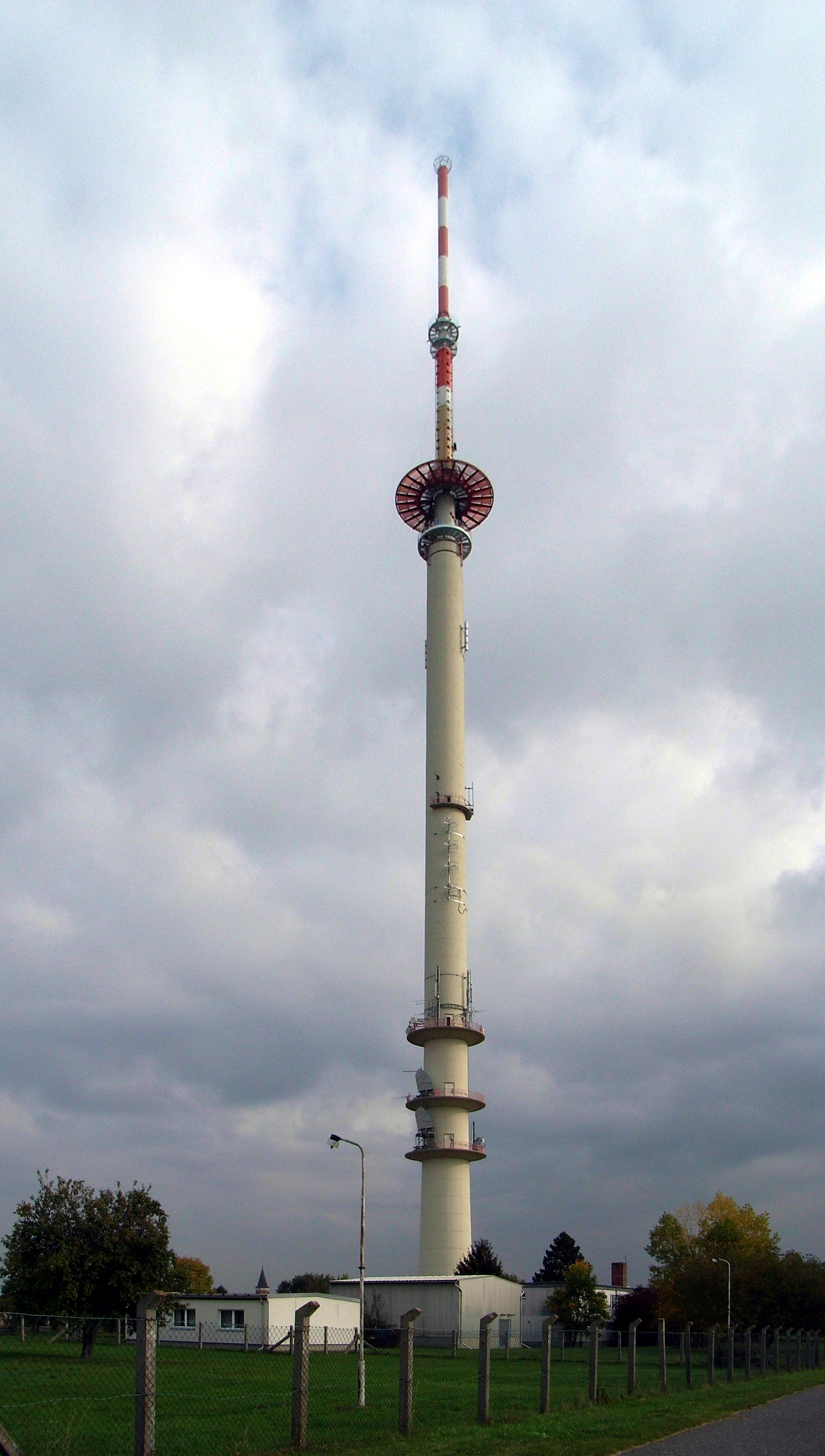
Der 1985 gebaute Fernmeldeturm Calau

Am 30. Januar 1956 weihten die Stadtverordneten die Poliklinik an der Karl-Marx-Straße ein. Am 24. Dezember 1958 wurde erstmals das erste Programm des Deutschen Fernsehfunks vom Vorgängerbau des heutigen Fernmeldeturms ausgestrahlt. Am 31. Mai 1959 gründete sich die Arbeitsgemeinschaft Junge Brandschutzhelfer, der Vorläufer der heutigen Jugendfeuerwehr. In den 1960er und 1970er Jahren herrschte eine rege Bautätigkeit in der Stadt. Ab 1961 begannen die Arbeiten für den Bau der Neustadt in der Otto-Nuschke-Straße mit 622 Wohnungen, Kaufhalle und Kindergarten; in den Jahren 1977 und 1978 für das Wohngebiet Sonnenseite in der Innenstadt mit 402 Wohnungen. Im Jahr 1982 gründete sich die neuapostolische Gemeinde, die 1985 ein Grundstück in der Schlossstraße erwarb und dort nach dreijähriger Bauzeit einen Raum für den Gottesdienst einweihen konnte. Am 14. September 1985 gaben die Stadtväter den Startschuss für den Neubau des Fernsehturms, der im April 1987 in Betrieb genommen wurde.

### Seit der Wiedervereinigung
Im Zuge der Wende kam es zu zahlreichen Beratungen und Friedensgebeten in der Stadtkirche. Die Bürger wählten Herbert Dönau als ersten Bürgermeister nach der Wende. Die am 6. Februar 1990 aufgenommenen Kontakte nach Viersen führten am 3. Oktober 1991 zum Abschluss eines Städtepartnerschaftsvertrages. Seit 1992 bildete die Stadt Calau zusammen mit zwölf umliegenden Gemeinden das Amt Calau. Mit der Kreisgebietsreform 1993 verlor Calau mit Wirkung zum 6. Dezember 1993 seine Funktion als Kreisstadt. Die Stadt gehört seitdem zum Landkreis Oberspreewald-Lausitz und ist Sitz einiger Außenstellen der Kreisverwaltung. Im Jahr 1996 benannte die Stadt das zuvor namenlose Gymnasium in „Carl-Anwandter-Gymnasium“ um. Im Jahr 2002 belegte Calau zusammen mit dreizehn weiteren Städten den 3. Platz im Bundeswettbewerb Stadtumbau Ost, 2003 wurde Calau als Sportlichste Stadt in Brandenburg ausgezeichnet. Am 26. Oktober 2003 wurde das Amt Calau aufgelöst, nachdem die sechs verbliebenen Gemeinden in die Stadt Calau eingemeindet wurden.
Vom 20. bis 22. August 2004 wurden Feierlichkeiten zum 750-jährigen Jubiläum der Ersterwähnung begangen. Zur 100-Jahr-Feier der Grundschule erhielt diese am 17. Oktober 2008 den Namen „Carl Anwandter“. Am bisherigen Carl-Anwandter-Gymnasium war der Unterricht zum Ende des Schuljahres 2007/08 eingestellt worden. Am 31. März 2010 fand die erste Tourismusfachmesse in der Calauer Sporthalle statt. Ebenfalls 2010 wurde das Haus der Heimatgeschichte mit einer Ausstellung über das Leben Carl Anwandters eingeweiht.

### Eingemeindungen
Am 31. Dezember 2001 wurden fünf ehemalige Gemeinden eingegliedert. Am 26. Oktober 2003 folgten sechs weitere Gemeinden.
Bereits in den Jahren 1904, 1926, 1950, 1957, 1965 und 1974 fanden Eingemeindungen auf dem Gebiet der jetzigen Stadt Calau statt.
| Ehemalige Gemeinde | Datum                                                       | Anmerkung                                                                                         |
| ------------------ | ----------------------------------------------------------- | ------------------------------------------------------------------------------------------------- |
| Altnau             | 17. Februar 1904                                            |                                                                                                   |
| Bathow             | 1. Juli 1950                                                | Eingemeindung nach Zinnitz                                                                        |
| Bolschwitz         | 26. Oktober 2003                                            |                                                                                                   |
| Buckow             | 31. Dezember 2001                                           |                                                                                                   |
| Cabel              | 1. Januar 1957                                              | Eingemeindung nach Werchow                                                                        |
| Craupe             | 31. Dezember 2001                                           |                                                                                                   |
| Erpitz             | 1. Januar 1926                                              | Eingemeindung nach Groß Jehser                                                                    |
| Gliechow           | 1. Mai 1974                                                 | Eingemeindung nach Groß Jehser, devastiert (Braunkohlentagebau)                                   |
| Gollmitz           | 31. Dezember 2001                                           |                                                                                                   |
| Groß Jehser        | 31. Dezember 2001                                           |                                                                                                   |
| Groß Mehßow        | 26. Oktober 2003                                            |                                                                                                   |
| Kalkwitz           | 1. Februar 1974                                             | Eingemeindung nach Saßleben                                                                       |
| Kemmen             | 26. Oktober 2003                                            |                                                                                                   |
| Klein Mehßow       | 1. Januar 1960                                              | Eingemeindung nach Groß Mehßow                                                                    |
| Mallenchen         | 1. Juli 1950                                                | Eingemeindung nach Gliechow                                                                       |
| Mlode              | 1. Januar 1926 1. Januar 1969 1. Juni 1987 26. Oktober 2003 | Eingemeindung nach Seese, Umgliederung nach Bischdorf, Ausgliederung aus Bischdorf, Eingemeindung |
| Pademagk           | 1. Juli 1950                                                | Eingemeindung nach Zinnitz, devastiert (Braunkohlentagebau)                                       |
| Plieskendorf       | 15. Juli 1965                                               | Eingemeindung nach Werchow                                                                        |
| Radensdorf         | 1. Juli 1950                                                | Eingemeindung nach Craupe                                                                         |
| Reuden             | 1. Mai 1974                                                 | Eingemeindung nach Saßleben                                                                       |
| Rochusthal         | 1. Januar 1926 1. Januar 1969 1. Juni 1987                  | Eingemeindung nach Seese, Umgliederung nach Bischdorf, Umgliederung nach Mlode                    |
| Säritz             | 1. Mai 1974                                                 | Eingemeindung nach Kemmen                                                                         |
| Saßleben           | 26. Oktober 2003                                            |                                                                                                   |
| Schadewitz         | 1. Januar 1926                                              | Eingemeindung nach Kemmen                                                                         |
| Schrackau          | 1. Juli 1950                                                | Eingemeindung nach Craupe                                                                         |
| Settinchen         | 1. Januar 1926 1. Januar 1957                               | Eingemeindung nach Cabel, Umgliederung nach Gollmitz                                              |
| Tornow             | 1. Juli 1950                                                | Eingemeindung nach Zinnitz, devastiert (Braunkohlentagebau)                                       |
| Werchow            | 26. Oktober 2003                                            |                                                                                                   |
| Zinnitz            | 31. Dezember 2001                                           |                                                                                                   |

## Bevölkerungsentwicklung
| Jahr | Einwohner |
| ---- | --------- |
| 1875 | 2 918     |
| 1890 | 3 186     |
| 1910 | 3 462     |
| 1925 | 3 678     |
| 1933 | 3 915     |
| 1939 | 4 282     |

| Jahr | Einwohner |
| ---- | --------- |
| 1946 | 5 372     |
| 1950 | 5 290     |
| 1964 | 6 733     |
| 1971 | 7 299     |
| 1981 | 7 297     |
| 1985 | 7 527     |

| Jahr | Einwohner |
| ---- | --------- |
| 1990 | 7 825     |
| 1995 | 7 383     |
| 2000 | 6 585     |
| 2005 | 9 222     |
| 2010 | 8 522     |
| 2015 | 7 833     |

| Jahr | Einwohner |
| ---- | --------- |
| 2020 | 7 734     |
| 2021 | 7 650     |
| 2022 | 7 698     |
| 2023 | 7 737     |
| 2024 | 7 626     |

Gebietsstand des jeweiligen Jahres, Einwohnerzahl: Stand 31. Dezember (ab 1991), von 2011 bis 2021 auf Basis des Zensus 2011, ab 2022 auf Basis des Zensus 2022
Die Zunahme der Einwohnerzahl 2005 ist auf die Eingliederung mehrerer Gemeinden im Jahr 2003 zurückzuführen.
Im 21. Jahrhundert ist die sorbische Sprache in Calau fast verschwunden, während die Sorben im Jahre 1843 noch einen Anteil von 30,8 Prozent der Gesamtbevölkerung stellten. In den folgenden Jahrzehnten sank die Zahl der Sorben bedingt durch Assimilation rapide; im Jahre 1900 bekannten sich nur noch 3,5 Prozent als Sorben.

## Politik

### Stadtverordnetenversammlung
Die Stadtverordnetenversammlung von Calau besteht aus 18 Stadtverordneten und dem hauptamtlichen Bürgermeister. Die Kommunalwahl am 9. Juni 2024 führte bei einer Wahlbeteiligung von 65,9 % zu folgendem Ergebnis (mit Vergleich zu vorigen Wahlen):
| Partei / Wählergruppe         | Ergebnis 2024 | Sitze 2024 |        | Ergebnis 2019 | Sitze 2019 | Ergebnis 2014 | Sitze 2014 | Ergebnis 2008 | Sitze 2008 |
| CDU                           | 31,0 %        | 6          | 31,9 % | 6             | 36,2 %     | 7             | 24,0 %     | 4             |            |
| AfD                           | 24,8 %        | 4          | 15,0 % | 3             | –          | –             | –          | –             |            |
| SPD                           | 15,2 %        | 3          | 14,6 % | 2             | 17,4 %     | 3             | 14,7 %     | 3             |            |
| Die Linke                     | 12,9 %        | 2          | 18,8 % | 3             | 24,7 %     | 4             | 33,0 %     | 6             |            |
| Ländliche Wählergemeinschaft  | 11,7 %        | 2          | 12,0 % | 2             | 11,4 %     | 2             | 09,8 %     | 2             |            |
| Bündnis 90/Die Grünen         | 03,0 %        | 1          | 06,7 % | 1             | 04,7 %     | 1             | 07,8 %     | 1             |            |
| FDP                           | 01,5 %        | –          | –      | –             | –          | –             | 05,5 %     | 1             |            |
| NPD                           | –             | –          | 01,0 % | –             | –          | –             | –          | –             |            |
| DSU                           | –             | –          | –      | –             | 03,3 %     | 1             | 02,7 %     | 1             |            |
| Die PARTEI                    | –             | –          | –      | –             | 02,3 %     | –             | –          | –             |            |
| Einzelbewerber Philipp Tursch | –             | –          | –      | –             | –          | –             | 02,6 %     | –             |            |
| Wahlbeteiligung               | 65,9 %        | 65,9 %     | 56,8 % | 56,8 %        | 51,1 %     | 51,1 %        | 52,5 %     | 52,5 %        |            |

Bei der konstituierenden Sitzung der Stadtverordnetenversammlung wurden folgende Fraktionen gebildet: Die Linke (2 Sitze), SPD/Grüne (4 Sitze), Ländliche Wähler (2 Sitze), CDU (6 Sitze) und AfD (4 Sitze). Vorsitzender der Stadtverordnetenversammlung ist Knut Jende (CDU).

### Bürgermeister
- 1990–1994: Herbert Dönau
- 1994–2010: Norwin Märkisch (CDU)
- 2010–2023: Werner Suchner (parteilos)
- seit 2023: Marco Babenz (parteilos)

Suchner wurde in der Bürgermeisterwahl am 24. September 2017 mit 63,2 % der gültigen Stimmen für eine weitere Amtszeit von acht Jahren gewählt. Ende 2022 bat Suchner um seine vorzeitige Versetzung in den Ruhestand, der am 30. November 2022 durch die Stadtverordnetenversammlung zugestimmt wurde.
Bei der vorgezogenen Bürgermeisterwahl am 7. Mai 2023 wurde Marco Babenz (parteilos; angetreten als Kandidat einer Listenvereinigung aus CDU, SPD und Ländlicher Wählergemeinschaft) mit 53,9 % der gültigen Stimmen zum neuen Bürgermeister gewählt. Die Wahlbeteiligung lag bei 60,1 %. Zum 1. Juli 2023 löste Babenz seinen Amtsvorgänger Werner Suchner ab.

### Wappen und Flagge

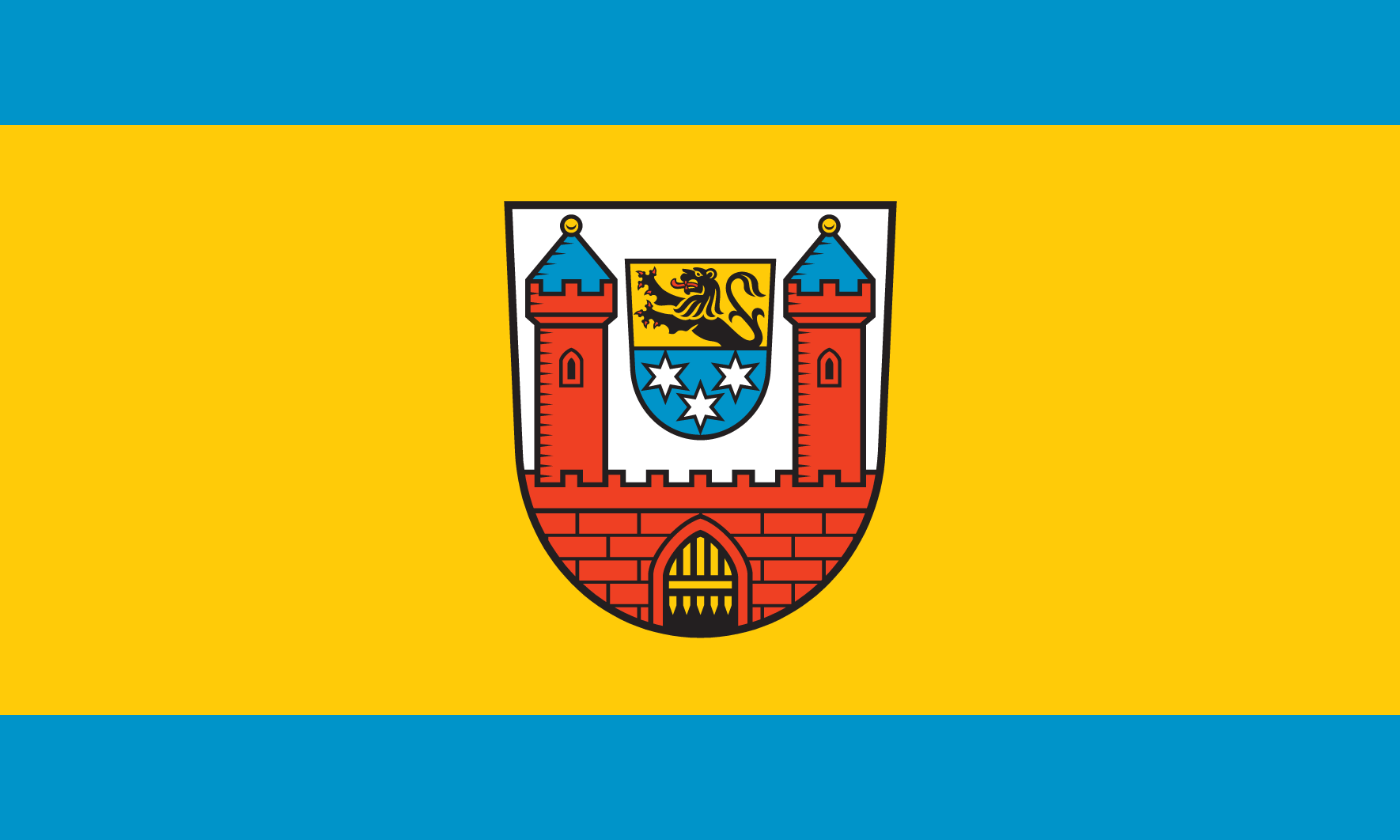
Stadtflagge

Das Wappen wurde am 15. Dezember 1992 genehmigt. Im Februar 2012 erfolgte ein genehmigungsfreies Redesign des Stadtwappens durch den Heraldiker Uwe Reipert.
| Wappen von Calau | Blasonierung: „In Silber eine rote Burg, mit bezinntem und gequadertem Mauerwerk sowie mit offenem schwarzem Tor und hochgezogenem goldenem Fallgitter. Die zwei bezinnten runden Türme sind mit spitzen blauen goldbeknauften Helmen und einem schwarzen Fenster versehen. Zwischen den Türmen schwebt ein von Gold und Blau geteilter Schild, oben wachsend ein schwarzer beschwänzter Löwe mit roter Zunge und Bewehrung, unten drei (2:1) sechsstrahlige silberne Sterne.“ |
| Wappen von Calau | Wappenbegründung: Die Annahme des Stadtwappens geht auf die erste Hälfte des 15. Jahrhunderts zurück. Es zeigt die Calauer Stadtbefestigung mit dem inzwischen nicht mehr existierenden Cottbuser Tor, das vor 1574 zwei Türme hatte. Zwischen den Türmen schwebt das Wappen der Herren von Ileburg. |

Die Stadt Calau führt seit März 2012 eine Stadtflagge. § 2 Absatz 3 der Hauptsatzung: Die Stadt Calau führt folgende Flagge: Dreistreifig in den Farben Blau-Gelb-Blau (Blau-Gold-Blau) und im Verhältnis 1:5:1 mit dem Stadtwappen in der Mitte.

### Städtepartnerschaften
Calau unterhält eine Städtepartnerschaft mit dem nordrhein-westfälischen Viersen.

## Sehenswürdigkeiten und Kultur
In der Liste der Baudenkmale in Calau und in der Liste der Bodendenkmale in Calau stehen die in der Denkmalliste des Landes Brandenburg eingetragenen Denkmäler.

### Kirchen

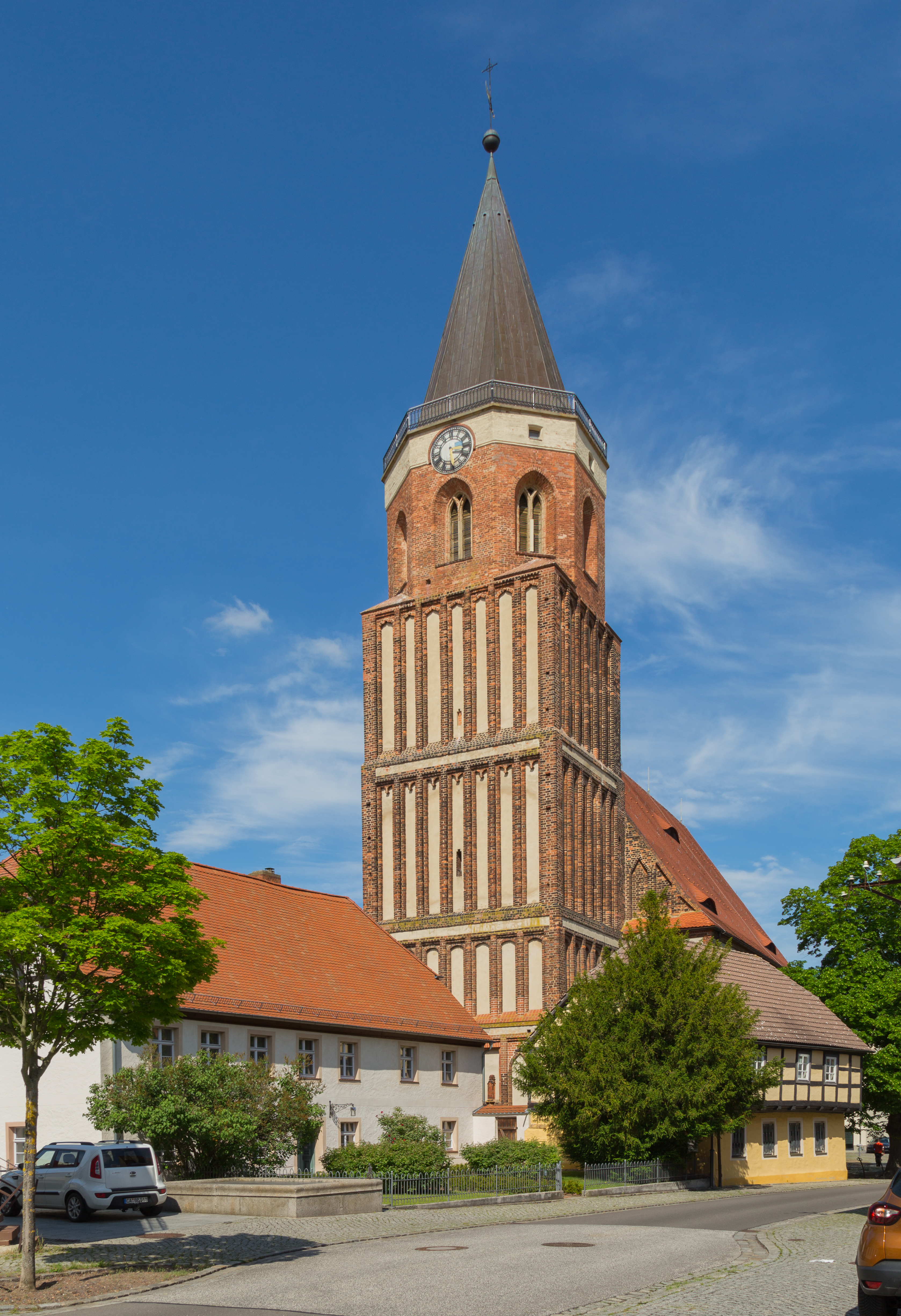
Calauer Stadtkirche, davor das Pfarrhaus und das Stadtmuseum

Die evangelische Stadtkirche Calau ist ein spätgotischer, mehrfach umgebauter Backsteinbau. Der Baubeginn ist auf das Ende des 13. Jahrhunderts zu datieren. Um 1400 muss die Kirche in ihrer jetzigen Gestalt vollendet gewesen sein. Die ursprüngliche Ausstattung der Kirche wurde im Zweiten Weltkrieg zerstört.
Dorfkirchen befinden sich im Calauer Stadtgebiet in den Ortsteilen Buckow, Gollmitz, Groß Jehser, Groß Mehßow, Kalkwitz, Kemmen, Saßleben und Zinnitz. Besonders bemerkenswert ist die Dorfkirche Kemmen, die im 15. Jahrhundert gebaut und nach Beschädigung im Dreißigjährigen Krieg zwischen 1649 und 1652 durch den Gutsbesitzer Georg Planck erneuert wurde. Hier befindet sich auf dem Taufdeckel eine in den Jahren 1649 bis 1652 aus Holz geschnitzte Figurengruppe Die Taufe Jesu durch Johannes den Täufer. Als Künstler sind Andreas Schulz aus Calau und Martin Heber aus Cottbus genannt.
Die katholische Pfarrgemeinde St. Bonifatius gründete sich 1930. 1982 entstand die neuapostolische Gemeinde. Die Kirchengemeinde besuchte zuvor den Gottesdienst in Vetschau.

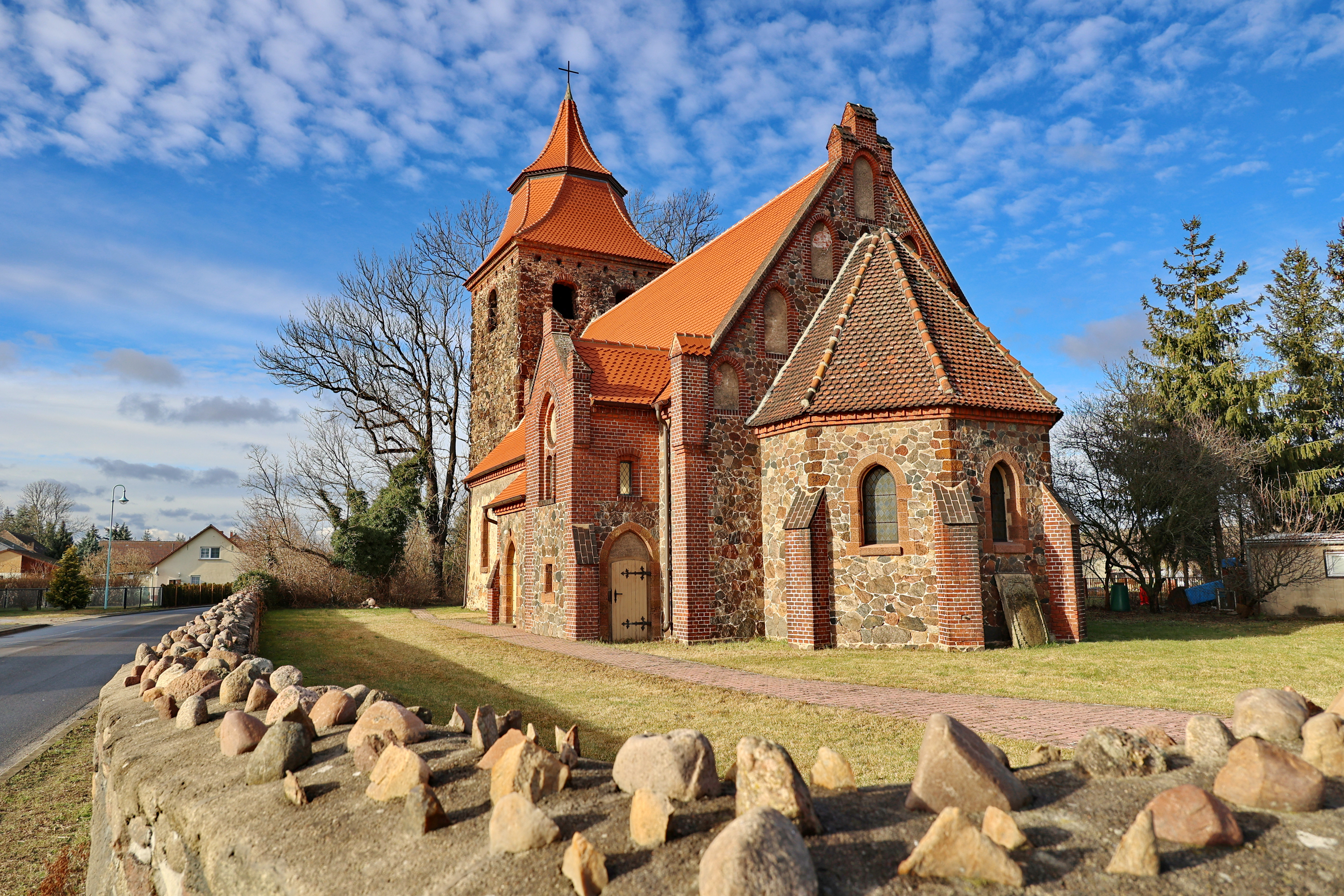
Dorfkirche Buckow
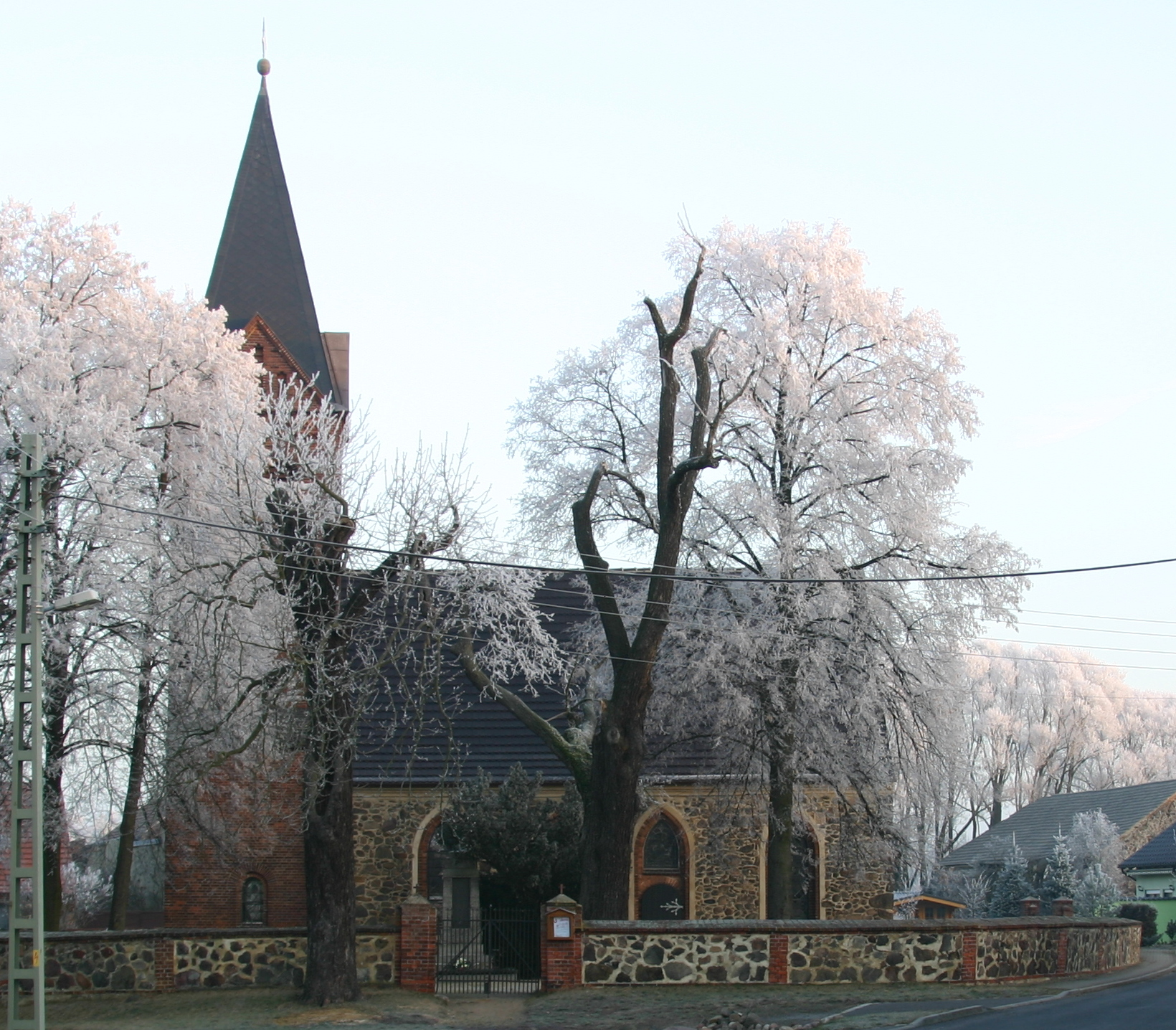
Dorfkirche Gollmitz
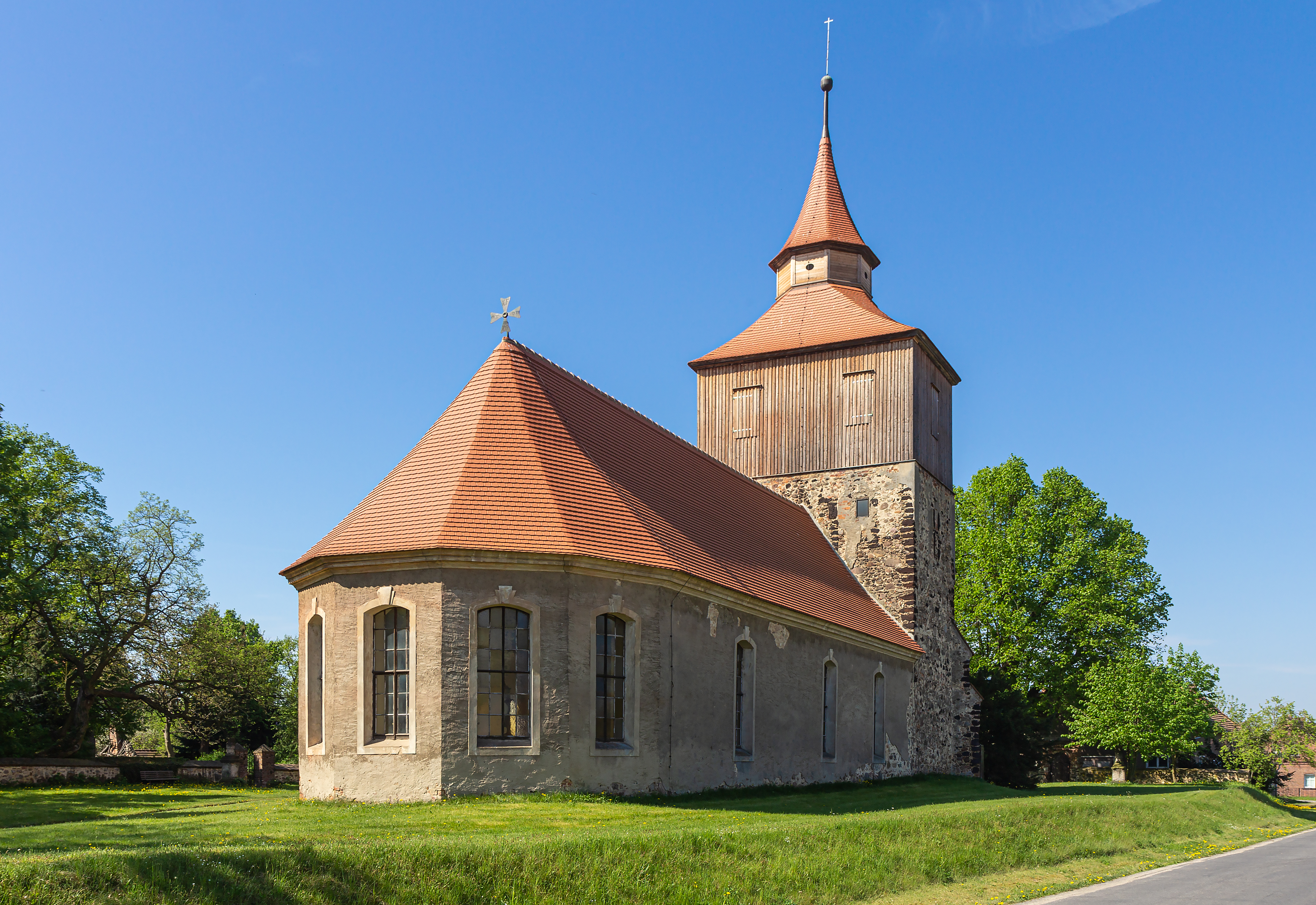
Dorfkirche Groß Jehser
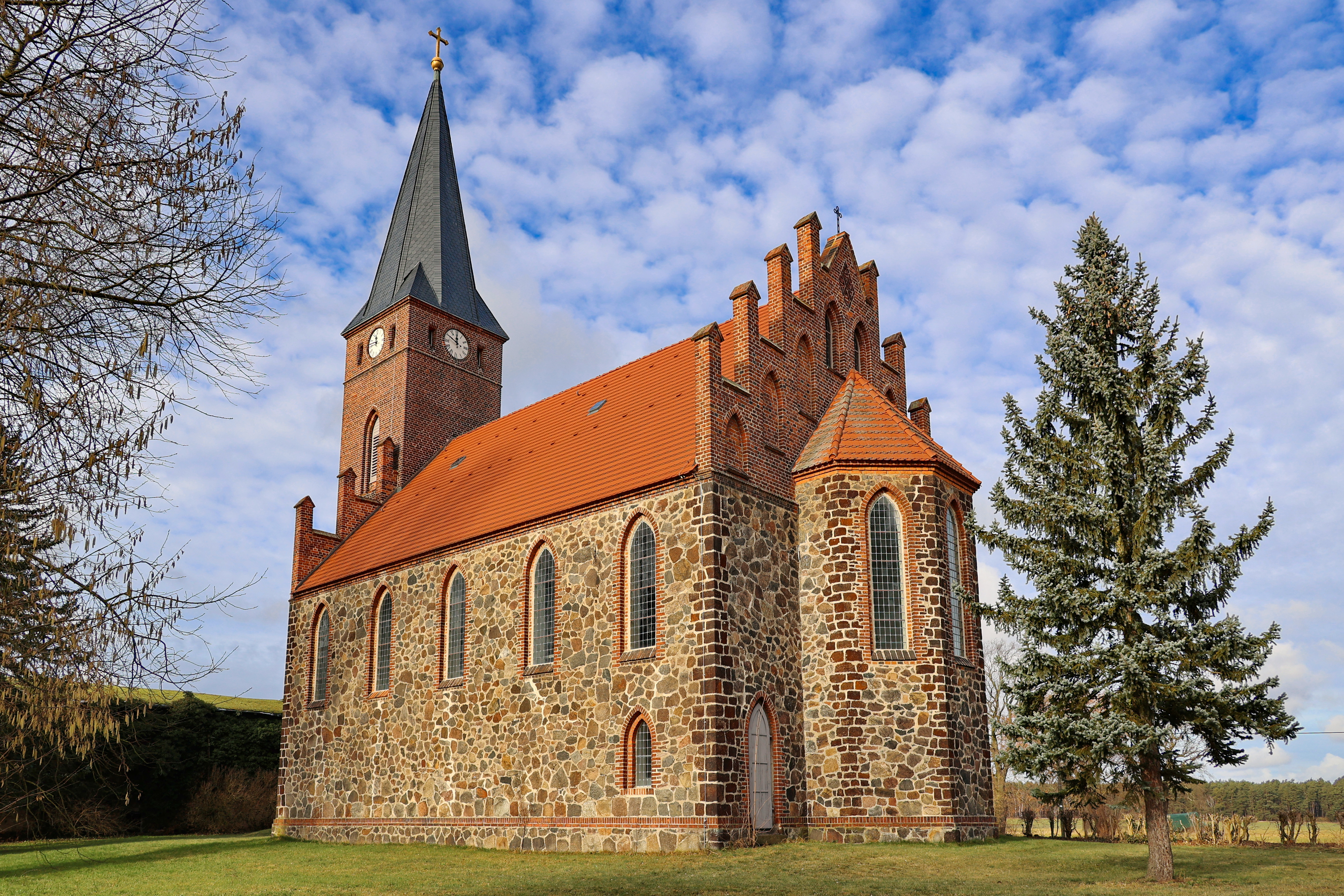
Dorfkirche Groß Mehßow
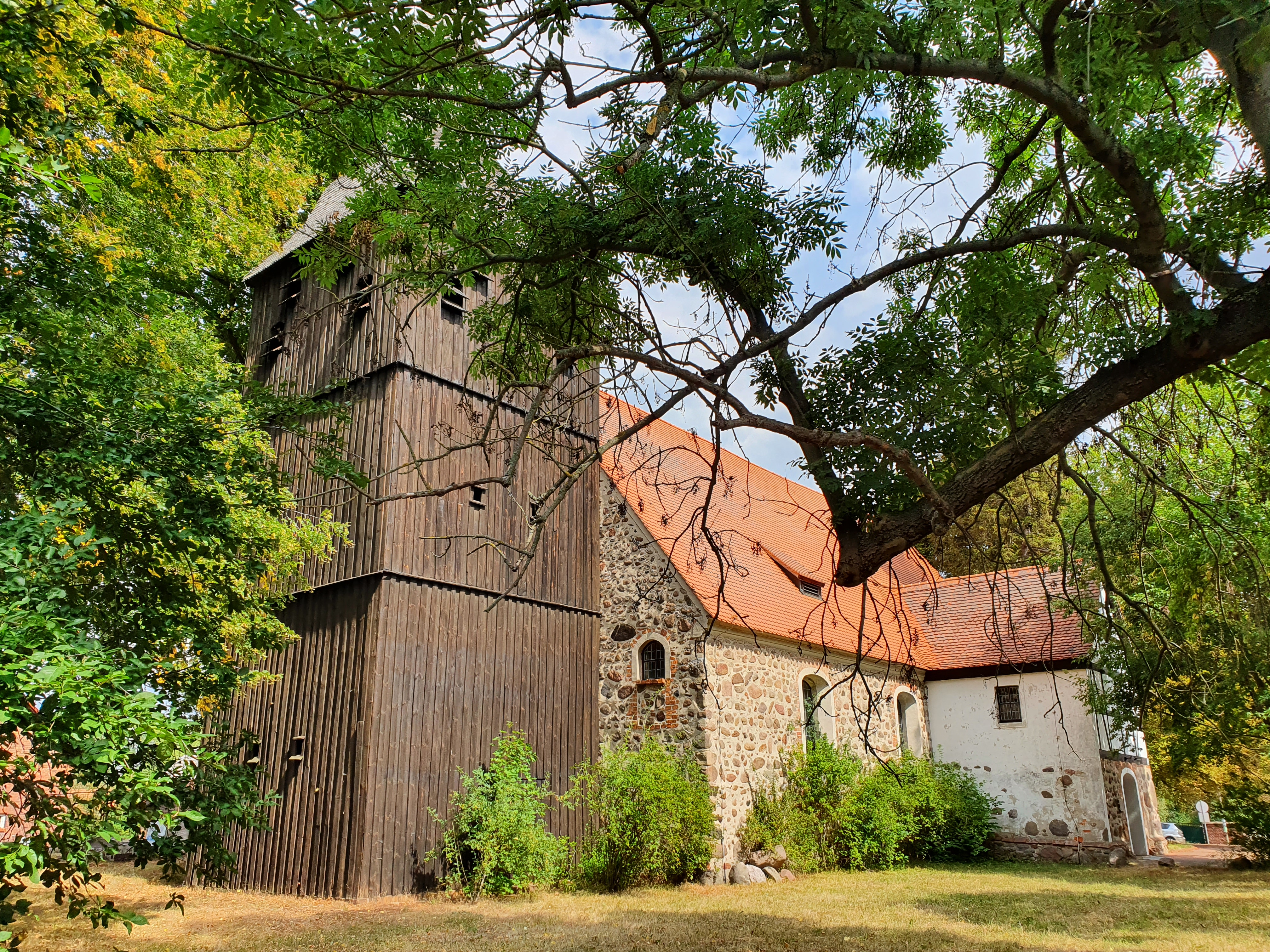
Dorfkirche Kalkwitz
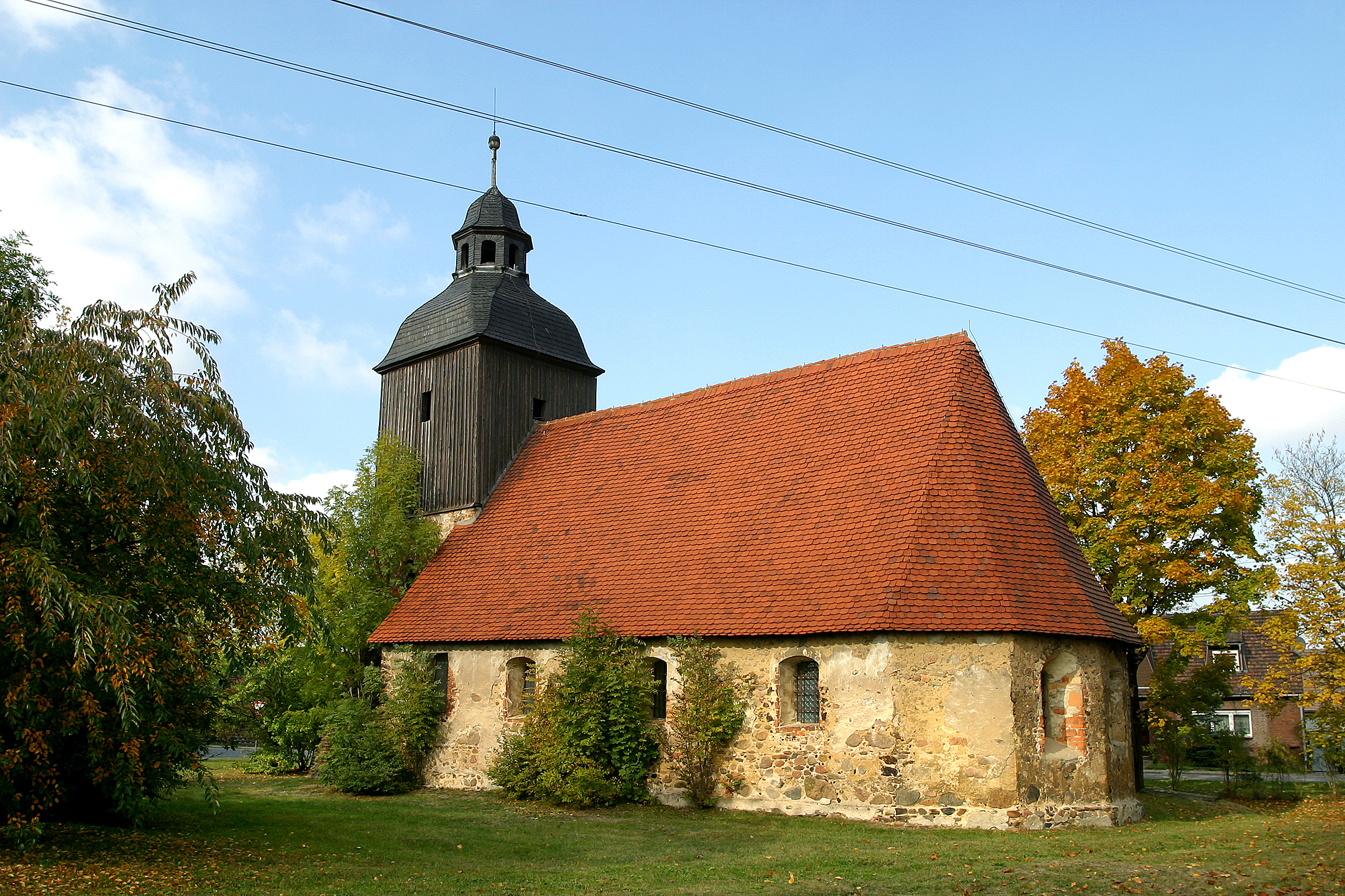
Dorfkirche Kemmen
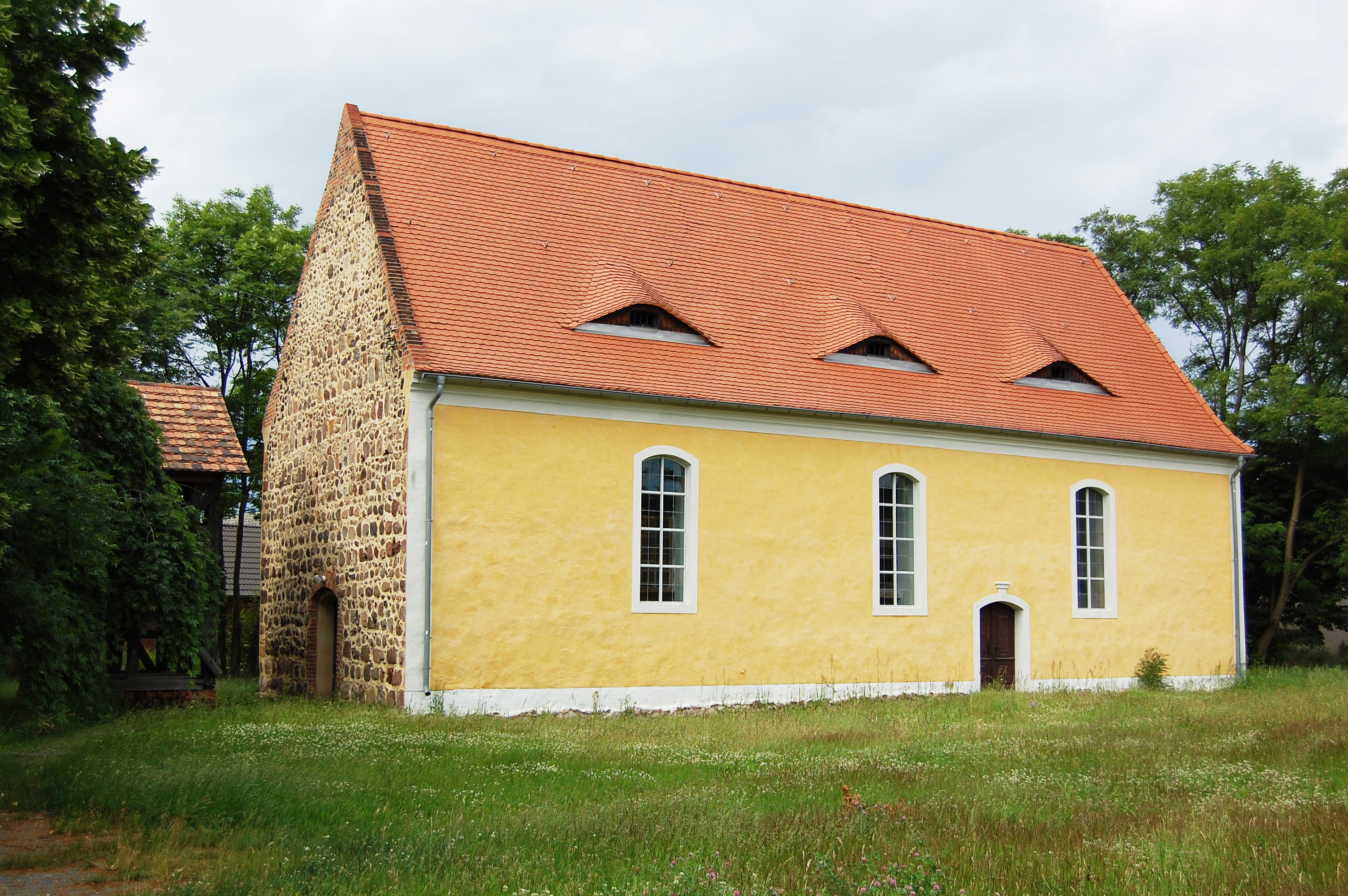
Dorfkirche Saßleben
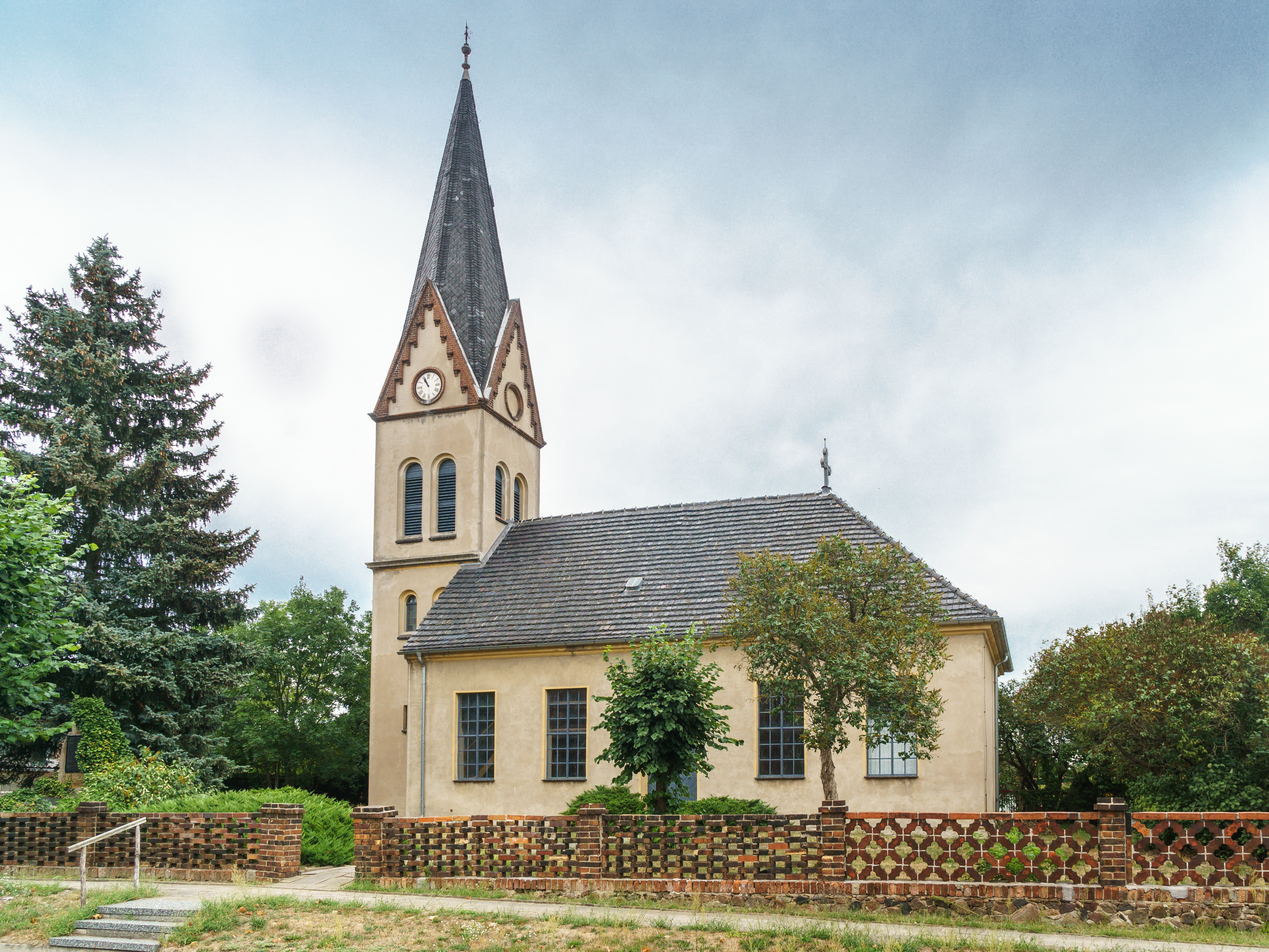
Dorfkirche Zinnitz

### Rathaus Calau

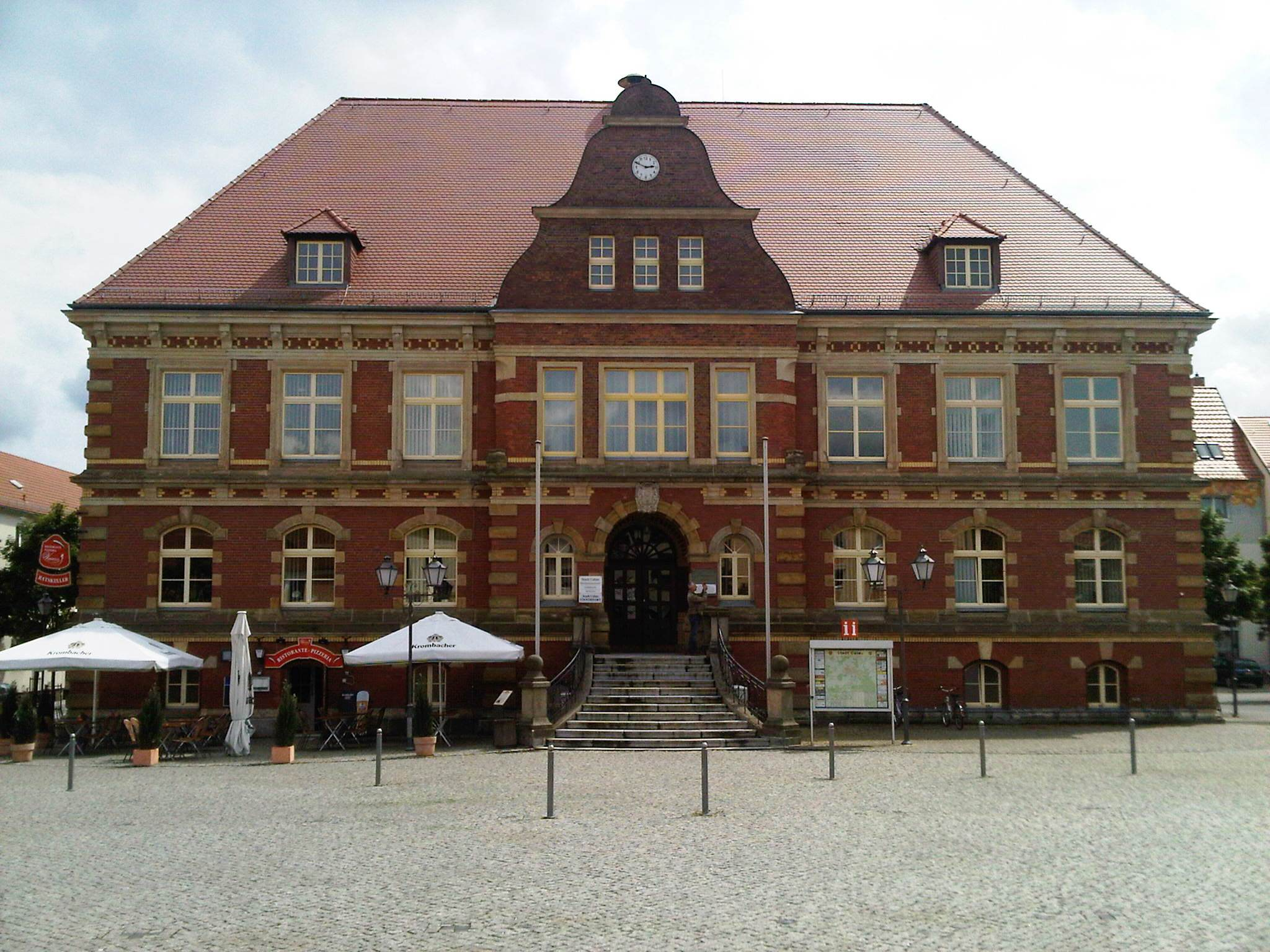
Rathaus Calau

Das im Stil der Neorenaissance gehaltene Rathaus wurde von 1879 bis 1880 an Stelle eines 200 Jahre alten Vorgängerbaus nach Plänen von Heinrich Seeling errichtet. Im Zweiten Weltkrieg brannte das Gebäude aus, wurde aber in den Jahren 1946 bis 1948 in vereinfachter Ausführung wiederaufgebaut und steht heute unter Denkmalschutz. Am Eingangsportal befindet sich ein Briefkasten für die Witzpost. Dort eingeworfene Kalauer werden im Amtsblatt der Stadt abgedruckt.

### Geschichtsdenkmale

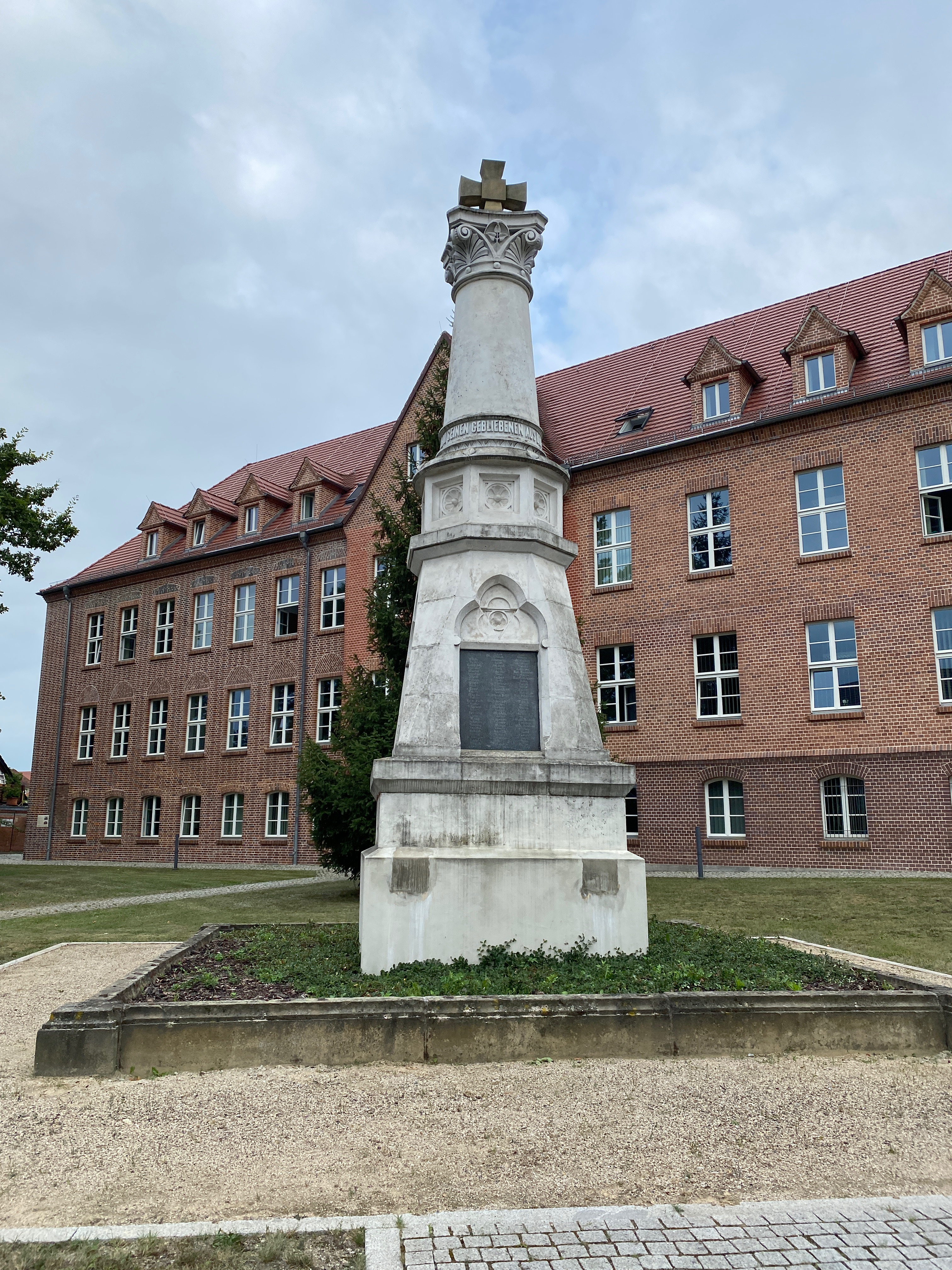
Kriegerdenkmal vor dem Kreishaus

- Kriegerdenkmal für die in den Einigungskriegen 1864, 1866 und 1870/71 gefallenen Calauer. Am Sonntag, 1. September 1878, wurde das Denkmal am alten Friedhof feierlich enthüllt. Heutzutage steht es an der Ostseite des Kreishauses.
- Kriegerdenkmal für die im Ersten Weltkrieg gefallenen Söhne der Stadt Calau, Grundstein am 5. Mai 1931 gelegt. Das Denkmal entstand aus Ton, der in der Gegend um Calau gewonnen und dann zu Klinkern gebrannt wurde. Auf der Spitze des pyramidalen Denkmals saß ein Adler mit angelegten Schwingen, der aus westfälischem Dolomit entstanden war. Das Denkmal ist leider nicht erhalten.
- Denkmalsanlage an der Karl-Marx-Straße/Ecke Parkstraße, 1928 ursprünglich für den ersten Reichspräsidenten Friedrich Ebert gewidmet, von den Nazis 1933 zerstört, 1948 den Opfern des Nationalsozialismus gewidmet, 1989 wiederum umgewidmet für die Opfer des Faschismus und des Stalinismus
- Gedenkstätte für den Schauspieler Joachim Gottschalk, dessen jüdische Frau Meta und ihr gemeinsamer Sohn Michael zur Vernichtung deportiert werden sollten, worauf die ganze Familie am 6. November 1941 den Freitod wählte. Die 1967 von Theo Balden geschaffene Bronzefigur, die an den Schauspieler erinnert, stand ursprünglich im Park und wurde aufgrund des Neubaus der örtlichen Sparkasse in den 1990er Jahren in eine Gedenkwand am ehemaligen Wohnhaus in der Joachim-Gottschalk-Straße 35 eingefügt

### Mädchenbrunnen
In der Cottbuser Straße befindet sich seit 1984 der vom Dresdner Bildhauer Ernst Sauer geschaffene Mädchenbrunnen. Er bekam seinen Namen nach den dort aufgestellten Figuren dreier Frauen mit den Namen Die Schöne, Die Keusche und Die Kesse. Sie entstanden in einer Bildgießerei im benachbarten Lauchhammer.

### Findling der Partnerstadt Viersen, Naturdenkmale

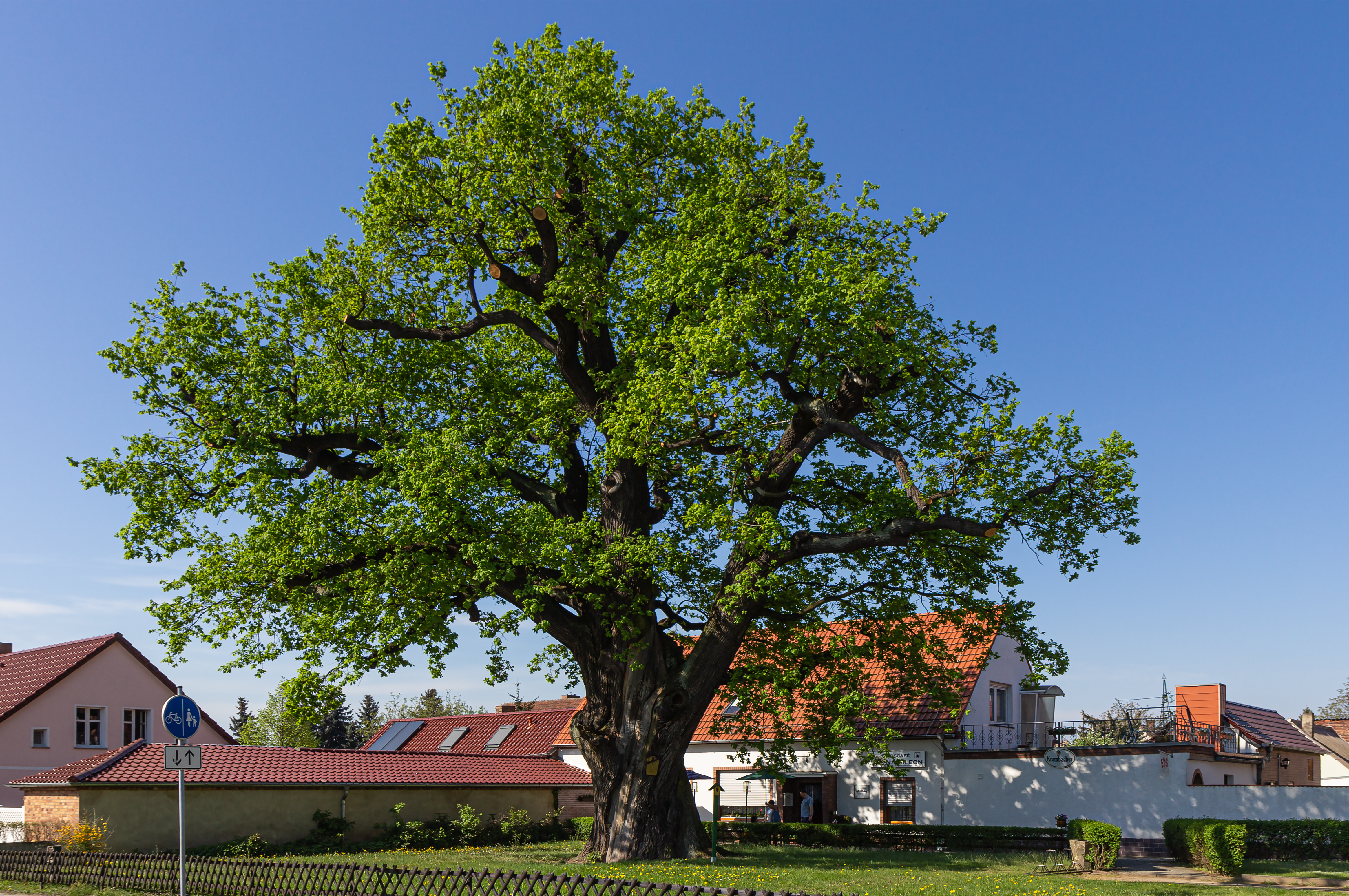
Napoleoneiche

Neben der Sparkasse steht seit dem 11. Oktober 2003 ein rund 10 Tonnen schwerer, etwa zwei Meter hoher Findling. Er ist ein Geschenk der Partnerstadt Viersen, stammt aber, geologisch gesehen, aus der Lausitz. Der Stein wurde vom Bildhauer Anatol Herzfeld anlässlich eines Partnerschaftstreffens gemeinsam mit einem seiner Schüler zum Kunstobjekt gestaltet. Zum Bestehen der 20-jährigen Städtepartnerschaft stellten Handwerker am 17. Juni 2011 eine Tafel mit weiteren Informationen neben dem Findling auf.
In Calau steht die Napoleoneiche mit einem Brusthöhenumfang von 7,30 m (2016).

### Museen

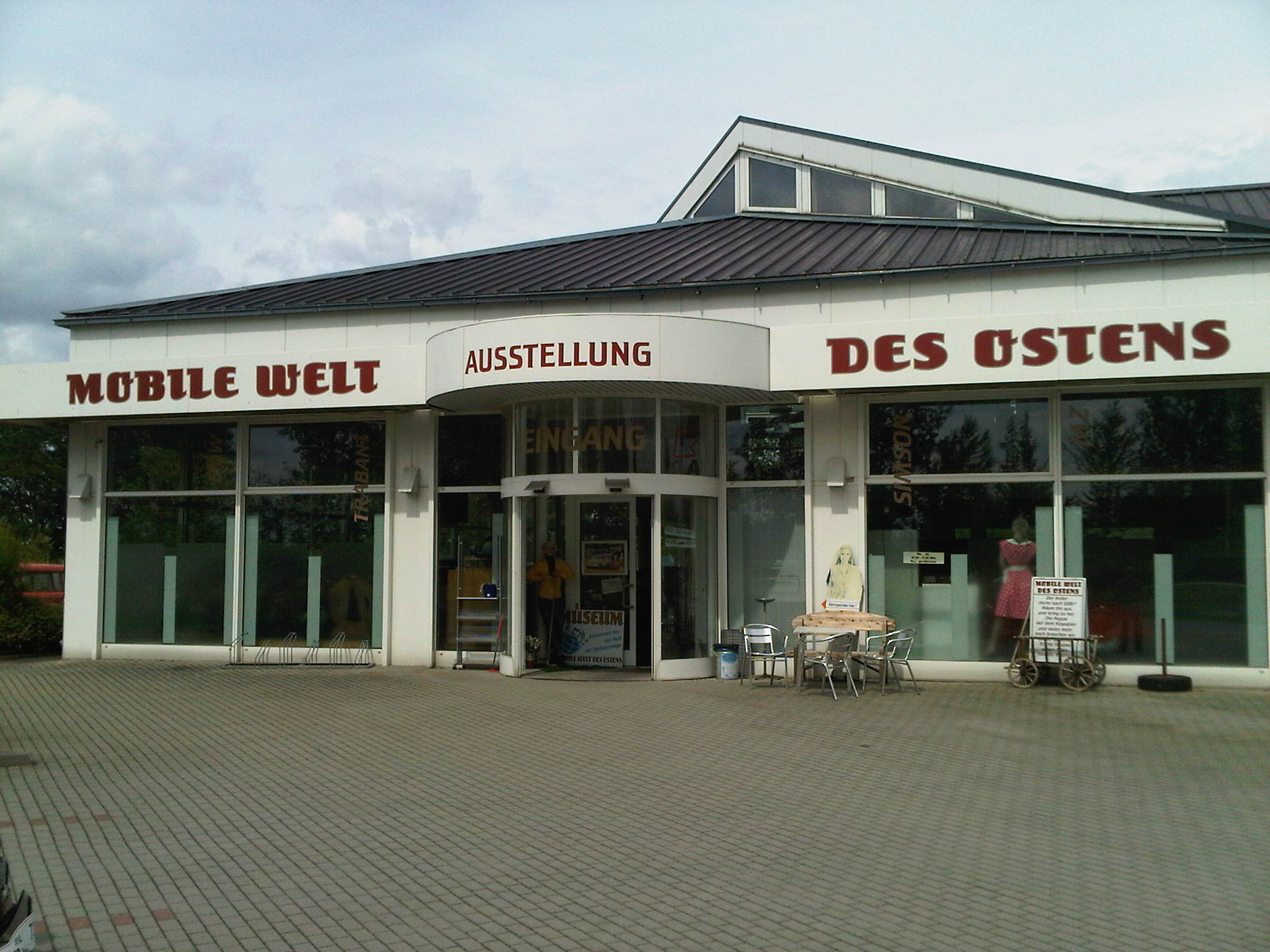
Museum „Mobile Welt des Ostens“

Calau verfügt über drei Museen: Das 1789 nordöstlich der Stadtkirche errichtete Fachwerkhaus beherbergte von 1887 bis 1908 zwei Mädchenklassen und erhielt daher im Volksmund die Bezeichnung Mädchenhaus. Seit 1935 ist es Sitz des Heimatmuseums der Stadt. Gleich in der Nähe befindet sich das Haus der Heimatgeschichte, in dem die Geschichte des Auswanderers Carl Anwandter vorgestellt wird. Daneben existiert seit 2006 ein Oldtimermuseum, die Mobile Welt des Ostens. Dort werden rund 150 Fahrzeuge – vom Fahrrad bis zum Personenkraftwagen – gezeigt, die in der Zeit vom Ende des Zweiten Weltkrieges bis zur Wende in der DDR, in Polen, der Tschechoslowakei, Ungarn sowie der Sowjetunion produziert wurden.

### Witzerundweg

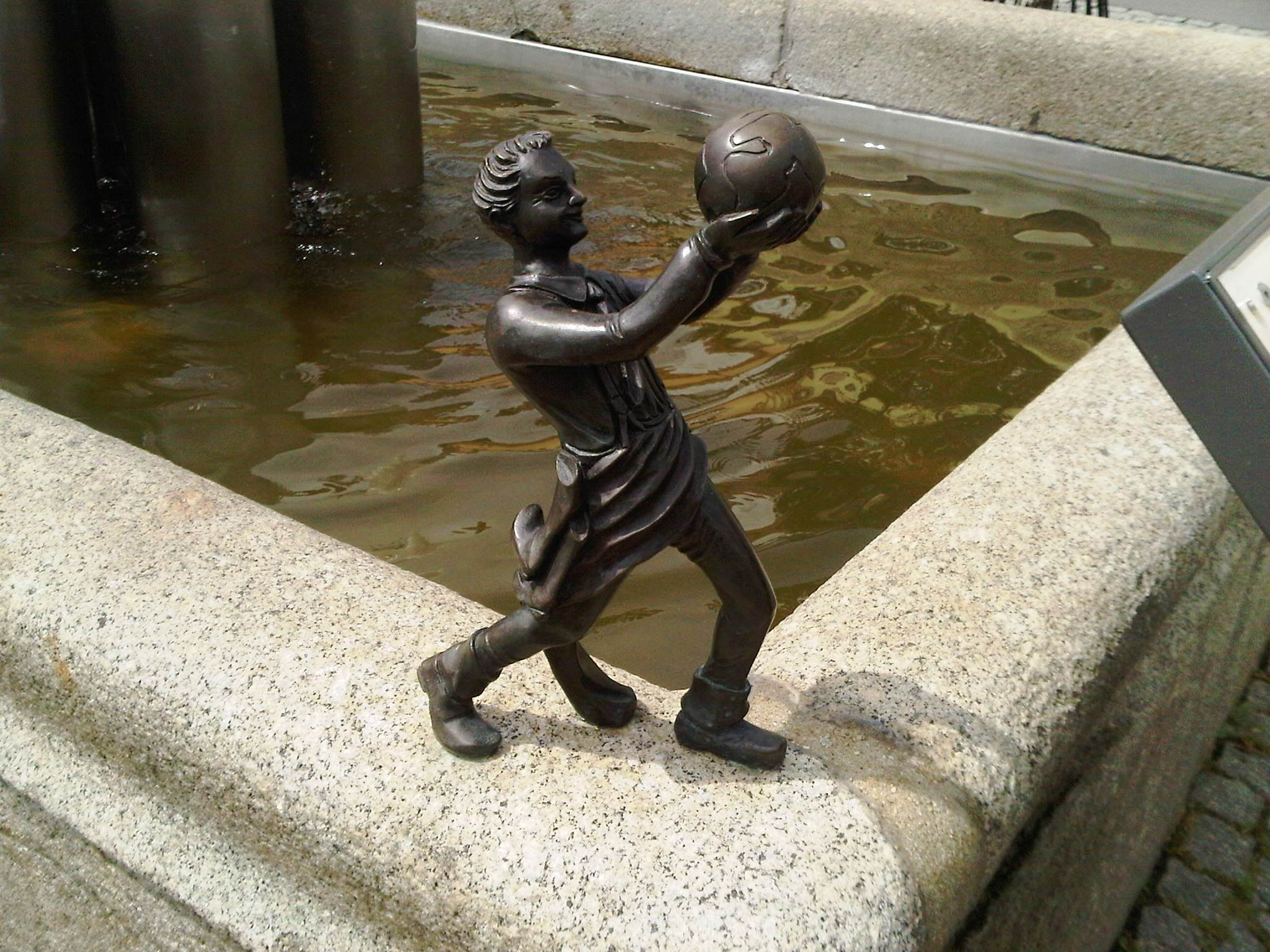
Schusterjunge am Springbrunnen

Der Witzerundweg ist ein touristischer Lehrpfad in Calau, der auf 25 Tafeln durch die Innenstadt führt. Die Tafeln sind an historisch bedeutsamen, in der Regel denkmalgeschützten Bauwerken, touristisch interessanten Punkten, aber auch privaten Gebäuden aufgestellt. Die Tafeln werden von einem Schusterjungen begleitet, der an die vergangene Tradition der Schuhherstellung im Ort erinnern soll und als Maskottchen der Stadt dient. Die bronzenen Figuren schuf der Rheiner Bildhauer Werner Bruning. So befindet sich beispielsweise eine Tafel mit einem Schusterjungen vor dem Springbrunnen des Rathauses. Sie erinnert an die historischen Wasserleitungen aus dem 14. und 15. Jahrhundert, als die Stadt mit Hilfe von hölzernen Rohrleitungen das Wasser in acht Röhrkasten leitete, aus denen sich die Bürger mit Trinkwasser versorgten. Sie wurden mit dem Bau einer Eisenrohrleitung im Jahr 1888 überflüssig, blieben aber als Löschwasserreserve am Marktplatz erhalten. In den Jahren 2000 und 2001 erfolgte ein Umbau als Springbrunnen. Der Kalauer lautet: „Wo gibt es den größten Marktplatz der Welt? Natürlich in Calau, denn er reicht vom Keller bis zur Sonne! (Ratskeller an der Südseite,  Hotel zur Sonne an der Nordseite [des Rathauses])“.

### Schloss und Park Zinnitz

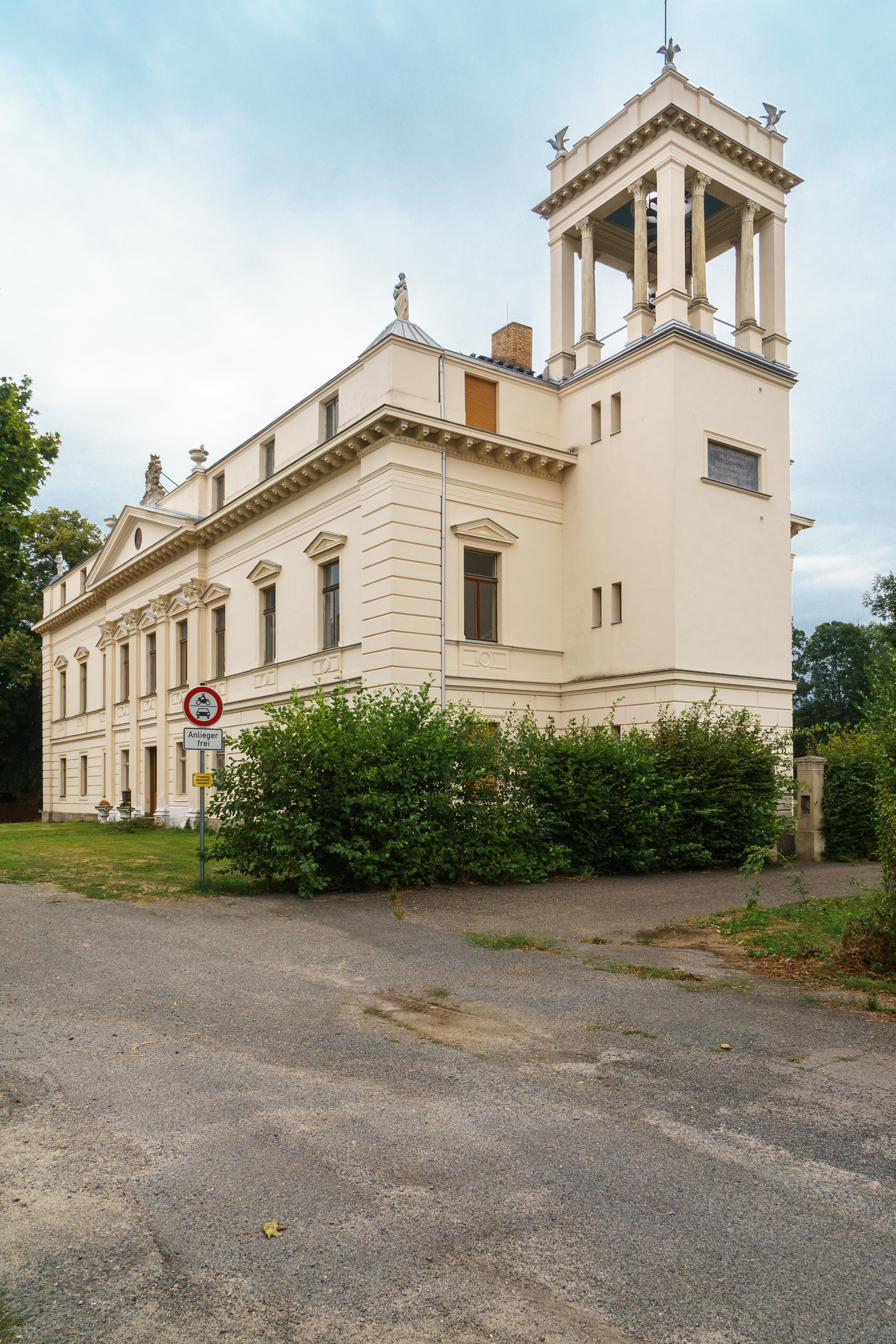
Schloss Zinnitz

Das Schloss Zinnitz (heutiges Erscheinungsbild von 1860–1864) ist ein herausragendes klassizistisches Bauwerk der Schinkelschule und liegt etwas außerhalb in Zinnitz, einem Ortsteil der Stadt Calau südlich des Spreewalds. Es gehört zu den Baudenkmalen in Calau und wird heute u. a. als Architekturbüro und Wohngebäude genutzt.

### Kino in Calau
Die evangelische Kirchengemeinde betreibt seit 2013 ein Programmkino als regionale Vertretung und Teil des Dachverbandes der kulturellen Kinos und Filmklubs Filmkommunikation Mecklenburg-Vorpommern mit regelmäßigem Programm durch das Mobile Kino Filmklub Güstrow.

### Regelmäßige Veranstaltungen
Zu den regelmäßigen Veranstaltungen zählen das Brunnen- und Maibaumfest am 30. April sowie das Stadtfest, das jährlich am dritten Augustwochenende veranstaltet wird. Am zweiten Adventswochenende findet der Calauer Weihnachtsmarkt statt. Eine weitere Veranstaltung ist die Calauer Rocknacht.

## Wirtschaft und Infrastruktur
In der Stadt sind neben landwirtschaftlichen Betrieben zahlreiche mittelständische Unternehmen im metallverarbeitenden Gewerbe, Handwerks- und Dienstleistungsbetriebe aktiv. Vom Sender Calau der Deutschen Telekom werden mehrere UKW- und Fernsehprogramme des rbb für Brandenburg abgestrahlt. Darunter wird von Calau aus die Frequenz 93,4 MHz (Inforadio) für die Programme des Sorbischen Rundfunk bereitgestellt. Als Antennenträger fungiert ein 190 Meter hoher Stahlbetonturm, der so genannte „Lange Calauer“, im Südwesten der Stadt bei 51° 44′ 30″ N, 13° 56′ 31″ O, der zwischen 1985 und 1987 errichtet wurde. Bei einem Brand am 26. April 2011 wurden die Sendeanlagen zerstört. Der ursprüngliche Zustand wurde im Februar 2012 wiederhergestellt. In der Ziegelstraße existiert seit über 100 Jahren eine Badeanstalt, die zu einem Erlebnisbad umgebaut wurde.

### Verkehr
Calau liegt an den Landesstraßen L 52 zwischen Luckau und Drebkau, L 55 zwischen Lübbenau und Bronkow sowie im Ort beginnende L 54 nach Burg. Die nächstgelegene Autobahnanschlussstelle Calau befindet sich etwa acht Kilometer nordwestlich an der A 13 Berlin–Dresden.

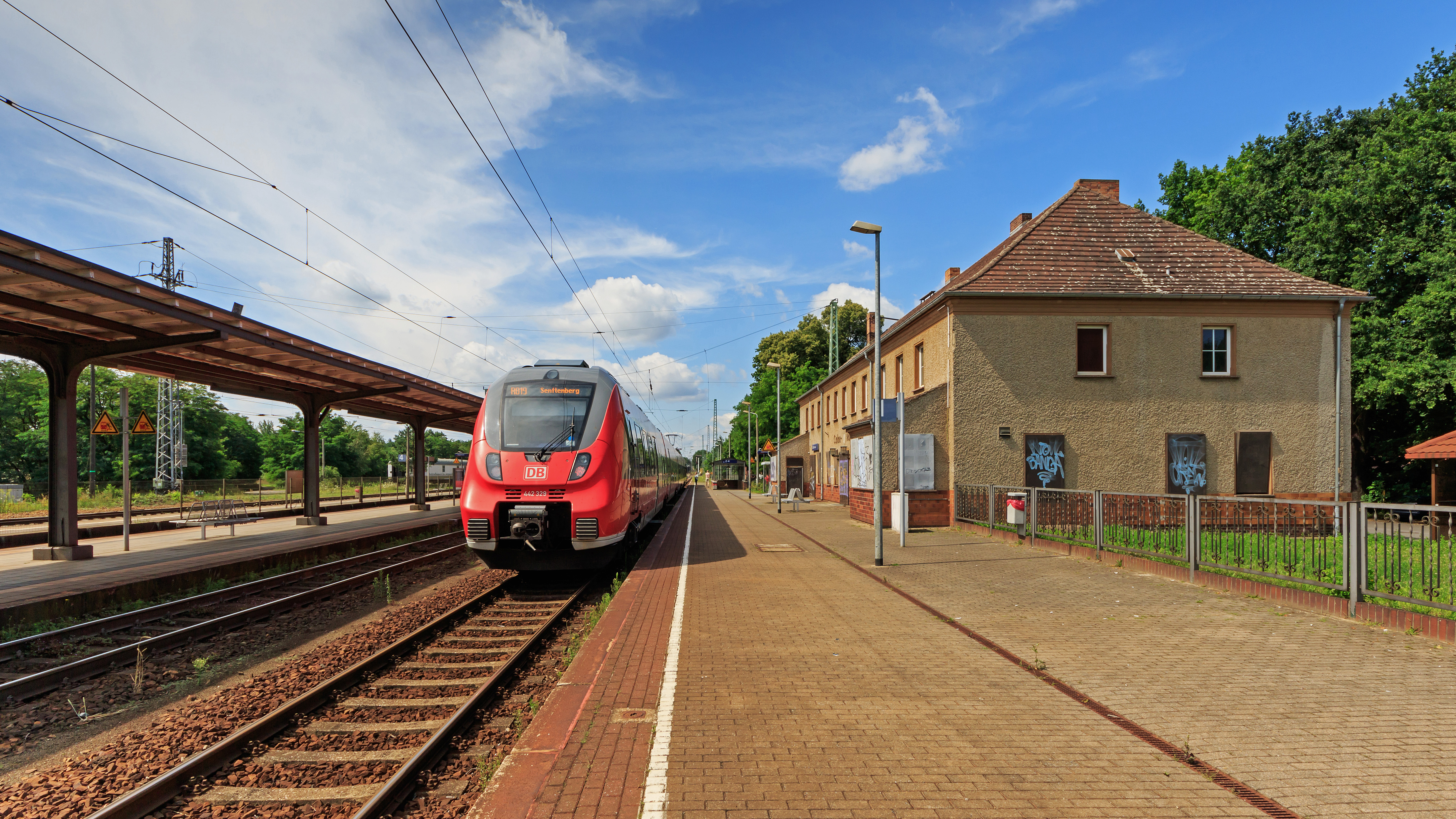
Bahnhof Calau (Niederlausitz)

Der Bahnhof Calau (Niederlausitz) liegt an den Bahnstrecken Lübbenau–Kamenz und Halle–Cottbus. Er wird von folgenden Regionalverkehrslinien bedient:
| Linie                    | Strecke | Takt (min.) | EVU              |
| ------------------------ | --- | ----------- | ---------------- |
| RE 7                     | Dessau Hbf – Wiesenburg (Mark) – Bad Belzig – Seddin – Michendorf – Berlin-Wannsee – Berliner Stadtbahn – Berlin Ostkreuz – Königs Wusterhausen – Brand Tropical Islands – Lübbenau (Spreewald) – Calau (Niederlausitz) – Senftenberg | 60          | DB Regio Nordost |
| RE 10                    | Cottbus Hbf – Calau (Niederlausitz) – Finsterwalde (Niederlausitz) – Doberlug-Kirchhain – Falkenberg (Elster) – Torgau – Eilenburg – Taucha (b Leipzig) – Leipzig Hbf                                                                 | 120         | DB Regio Nordost |
| RB 43                    | Frankfurt (Oder) – Eisenhüttenstadt – Guben – Peitz Ost – Cottbus Hbf – Calau (Niederlausitz) – Finsterwalde (Niederlausitz) – Doberlug-Kirchhain – Falkenberg (Elster)                                                               | 120         | DB Regio Nordost |
| Stand: 15. Dezember 2024 | |             |                  |

Die Linien RE 10 und RB 43 überlagern sich zwischen Frankfurt (Oder) und Doberlug-Kirchhain zu einem Stundentakt. Am Haltepunkt Gollmitz (Niederlausitz) halten ausschließlich Züge der Linie RB 43.

### Bildung
Im Juli 2016 vereinigten sich die „Carl-Anwandter-Grundschule“ und die „Robert-Schlesier-Oberschule“ zur „Grund- und Oberschule Calau“, wobei die Klassenstufen eins bis vier im Anwandter-Haus und die Klassenstufen fünf bis zehn im Schlesier-Haus unterrichtet werden. Die Grundschule bietet Niedersorbisch als Fremdsprache an. Daneben gibt es einen Hort sowie fünf Kindertagesstätten. Das ehemalige „Carl-Anwandter-Gymnasium“ wurde 2008 geschlossen, seitdem besuchen Gymnasiasten aus Calau das Paul-Fahlisch-Gymnasium Lübbenau.
Auf 300 m² bietet die Stadtbibliothek rund 24.000 Medien an; sie wird von rund 1.000 angemeldeten Nutzern besucht (Stand: 2012). Dort finden unter anderen Autorenlesungen, Elternabende, Seniorennachmittage, Bibliotheks- und Klassenführungen sowie Medienpräsentationen und weitere literarische Veranstaltungen statt. Für Jugendliche steht weiterhin ein Jugendbegegnungszentrum in Trägerschaft der Freien Jugendhilfe Niederlausitz e. V. zur Verfügung.

## Persönlichkeiten

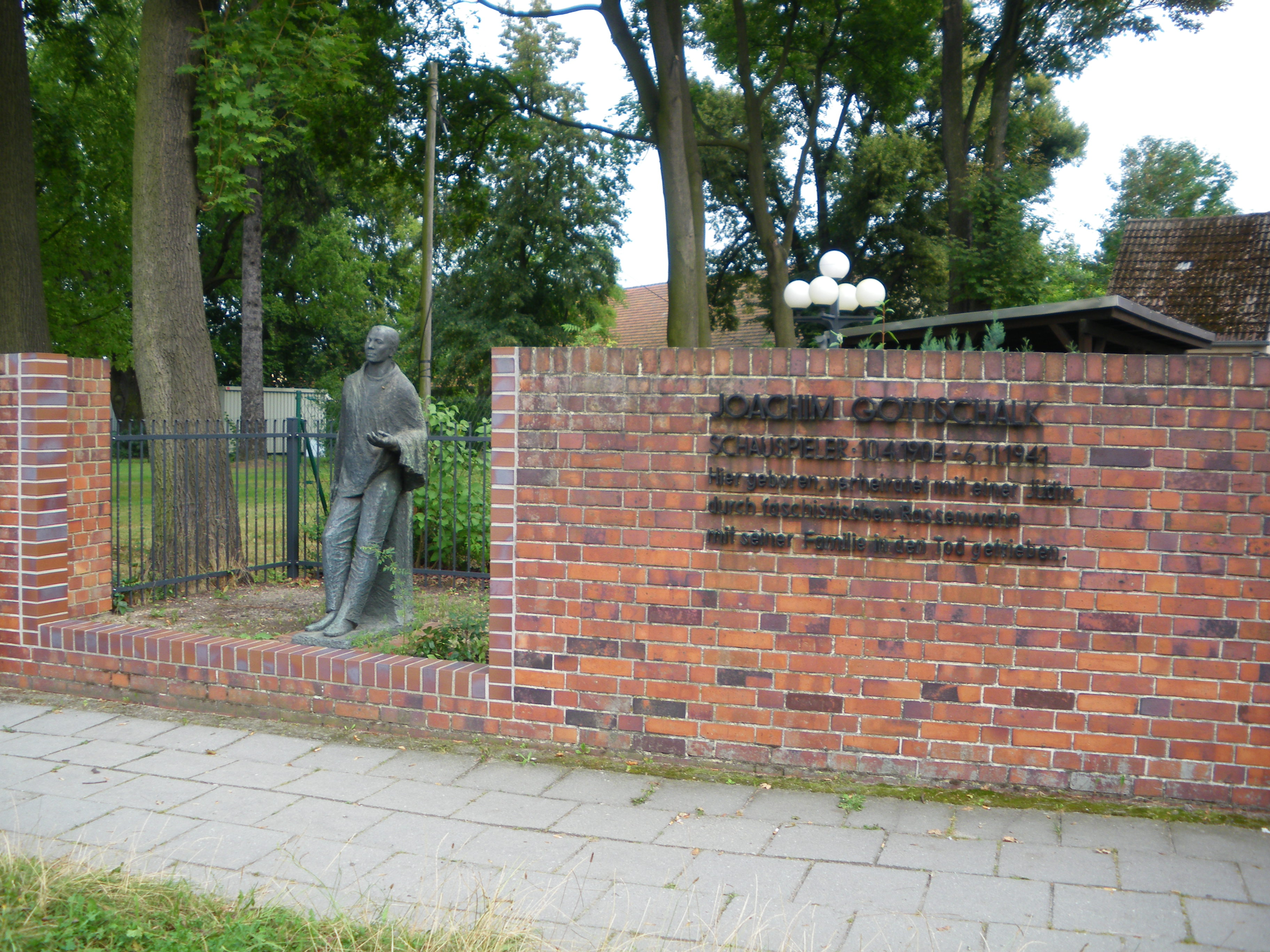
Gedenkstätte für Joachim Gottschalk vor seinem Wohnhaus

### Söhne und Töchter der Stadt
- Dietrich von Bocksdorf (um 1410–1466), Bischof von Naumburg, geboren in Zinnitz
- Alexius Naboth (* um 1520), lutherischer Theologe[34]
- Valentin Naboth (1523–1593), Mathematiker, Astronom und Astrologe
- Andreas Schultze (um 1600–um 1670), Bildhauer des Barock
- Georg Wolschke (um 1650–nach 1717), Kunsttischler
- Georg Ermel (1659–1745), Pädagoge, langjähriger Rektor der sächsischen Fürstenschule Grimma
- Martin Naboth (1675–1721), Arzt
- Robert von Patow (1804–1890), preußischer Politiker, Finanzminister, geboren in Mallenchen
- Robert Schlesier (1857–1911), Schuhfabrikant, versorgte die Stadt ab 1897 mit elektrischem Licht[35]
- Otto Linde (1871–1958), Architekt, badischer Baubeamter und Denkmalpfleger
- Joachim Gottschalk (1904–1941), Schauspieler
- Kurt Wachholz (1909–1969), SS-Hauptscharführer, SD-Mann und Aufseher des Gestapo-Gefängnisses „Kleine Festung Theresienstadt“
- Jean Pierre Vité (1923–2016), Forstwissenschaftler, geboren in Groß Jehser
- Kurt Schellnack (1932–2023), Arzt und Hochschulprofessor
- Gerd Böhnisch (* 1937), Industrie-Formgestalter

### Persönlichkeiten mit Verbindung zur Stadt
- Carl Anwandter (1801–1889), Persönlichkeit der deutschen Migration nach Chile, Stadtkämmerer und Bürgermeister von Calau, Mitglied der Preußischen Nationalversammlung
- Ernst Dohm (1819–1883), Redakteur und Schriftsteller, verhalf dem Kalauer in seiner Zeitschrift Kladderadatsch zu überregionaler Bekanntheit
- Andreas Apelt (* 1958), Autor, Publizist, Bürgerrechtler und Politiker (CDU), aufgewachsen in Zinnitz